# Sigmund Freud
Sigismund Schlomo Freud, noto come Sigmund Freud (AFI: [ˈzɪkmʊnt ˈfʀɔ͡ʏt]; Freiberg, 6 maggio 1856 – Londra, 23 settembre 1939), è stato un neurologo, psicoanalista e filosofo austriaco, fondatore della psicoanalisi, la più antica tra le correnti della psicologia dinamica.

Firma di Sigmund Freud

Fra gli intellettuali più influenti del XX secolo, è noto per aver elaborato una teoria scientifico-filosofica secondo la quale i processi psichici inconsci esercitano influssi determinanti sul pensiero, sul comportamento umano e sulle interazioni tra individui. Di formazione medica, tentò di stabilire correlazioni tra la visione dell'inconscio (rappresentazione simbolica di processi reali) e delle sue componenti con le strutture fisiche della mente e del corpo umano, teorie che hanno trovato parziale conferma anche nelle moderne neurologia e psichiatria.
Nella psicoanalisi l'impulso sessuale infantile e le sue relazioni con il rimosso sono alla base dei processi interpretativi. Molti dissensi dalle teorie di Freud, e quindi indirizzi di pensiero diversi (Adler, Jung e altri) nascono dalla contestazione del ruolo, ritenuto eccessivo, attribuito da Freud alla sessualità.
In un primo momento si dedicò allo studio dell'ipnosi e dei suoi effetti nella cura di pazienti psichiatrici, influenzato dagli studi di Josef Breuer sull'isteria, in particolare dal caso Anna O. (ossia Bertha Pappenheim, futura fondatrice dei movimenti di assistenza sociale e di emancipazione femminile), al quale s'interessò sulla base delle considerazioni di Charcot, che individuava nell'isteria un disturbo della psiche e non una simulazione, come ritenuto fino ad allora. Dalle difficoltà incontrate da Breuer nel caso, Freud costruì progressivamente alcuni principi basilari della psicoanalisi relativi alle relazioni medico-paziente: la resistenza e il transfert.
Di questo periodo furono le intuizioni che formano il nucleo della psicoanalisi: metodo d'indagine mediante l'analisi di associazioni libere, lapsus (da cui il lapsus freudiano), atti involontari, atti mancati e interpretazione dei sogni, e concetti come la pulsione (Eros e Thanatos), il Complesso di Edipo, la libido, le fasi dello sviluppo psicosessuale e le componenti dell'inconscio e della coscienza: Es, Io, Super-Io, in sintesi: Es è il subconscio istintivo, primordiale, derivante dalla natura umana e spinto dalle pulsioni sessuali, Io rappresenta la parte emersa, cosciente (secondo Freud situato nella corteccia cerebrale), Super-Io una super-coscienza maturata dalla “civilizzazione” dell'uomo, il codice di comportamento (questa suddivisione richiama certe teorie neuroscientifiche come il Triune Brain).

Le idee e le teorie di Freud - viste con diffidenza negli ambienti della Vienna del XIX secolo - sono ancor oggi dibattute, in ambito non solo medico-scientifico, ma anche letterario, filosofico e culturale. Molti hanno messo in discussione l'efficacia terapeutica della psicoanalisi. Di questo fatto, lo stesso Freud era probabilmente consapevole, affermando che la psicoanalisi era una valida terapia, ma sarebbe poi stata superata da altre teorie della mente più raffinate ed evolute: 

## Biografia
Sigismund Schlomo Freud nacque nel 1856 a Freiberg, nella regione austriaca della Moravia (oggi Příbor, nella Repubblica Ceca), secondo figlio di Jacob Freud (1815-1896) e della terza moglie Amalia Nathanson (1835-1930), proveniente da Leopoli. Jacob, ebreo e commerciante di lana proveniente dalla città di Stanislau in Galizia (oggi Ivano-Frankivs'k, in Ucraina), si trasferì a Vienna nel 1860, a causa di sconvolgimenti politico-economici. Jacob Freud dal precedente matrimonio con Sally, detta Sali, Kanner (1829-1852) aveva avuto due figli, Emanuel e Philipp che vivevano con lui e avevano all'incirca la stessa età della giovane matrigna. Emanuel, alla nascita di Sigmund, era già sposato e aveva un figlio, John, di un anno maggiore di Sigmund.

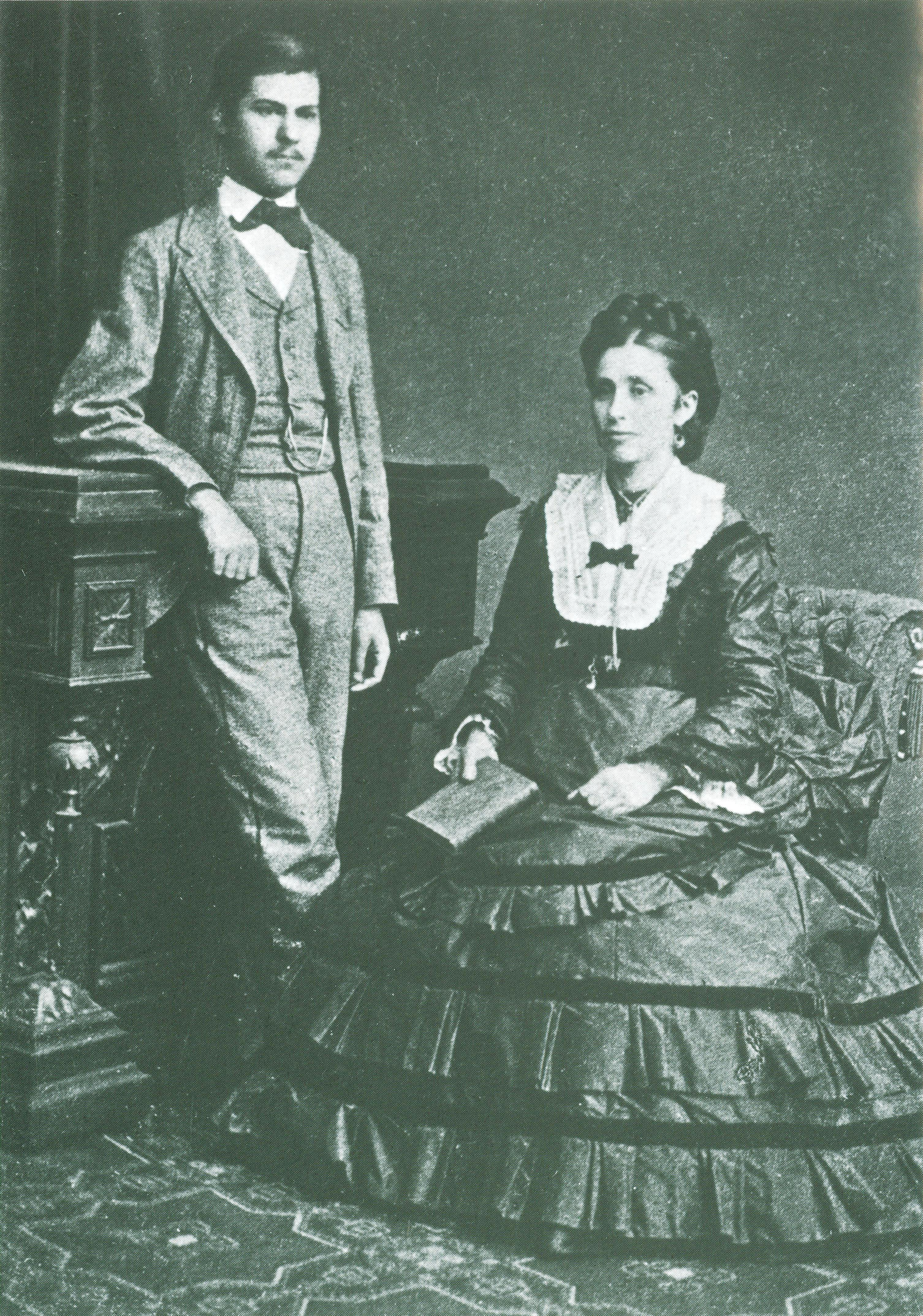
Il giovane Freud e la madre (1872)

Nel 1877, a 21 anni, Sigismund abbreviò il suo nome in Sigmund, con il quale sarà conosciuto d'ora in poi. 
Il giovane Sigmund non ricevette dal padre un'educazione tradizionalista, eppure già in giovanissima età si appassionò alla cultura e alle scritture ebraiche, in particolare allo studio della Bibbia. Questi interessi lasciarono notevoli tracce nella sua opera, anche se Freud divenne presto ateo e avversò tutte le religioni, come lui stesso ben esplica nel suo L'avvenire di un'illusione. Nella Vienna di quel periodo erano presenti forti componenti antisemite e ciò costituì per lui un ostacolo, che non riuscì però a limitare la sua libertà di pensiero.  
Dalla madre e dal padre ricevette i primi rudimenti. Poi fu iscritto ad una scuola privata e dall'età di nove anni frequentò con grande profitto, per otto anni, l'Istituto Superiore "Sperlgymnasium" (all'epoca intitolato "Leopoldstädter Communal-Real und Obergymnasium" perché si trovava, come tuttora, in via Sperlgasse) sino alla maturità conseguita a diciassette anni, dimostrando grandi capacità intellettuali, tanto da ricevere una menzione d'onore. 
Nel 1873 si iscrisse alla facoltà di medicina dell'Università di Vienna, rettore Karl von Rokitansky. Durante il corso di laurea maturò una crescente avversione per gli insegnanti che considerava non all'altezza: sentendosi offeso per essere discriminato in quanto ebreo, sviluppò un senso critico che, di fatto, ritardò l'ottenimento della sua laurea in Medicina e Chirurgia conseguita il 31 marzo 1881.  
Dal 1873 al 1876  s'impiegò nel laboratorio di zoologia diretto da Carl Friedrich Claus il quale, nel 1876, grazie ad una borsa di studio ministeriale, lo inviò per due volte presso la stazione zoologica di Trieste (Imperial Regia Stazione Didattica e di Osservazione Zoologica, sede distaccata dell'Università di Vienna ) all'epoca facente parte dell'impero austro-ungarico.    
Il lavoro di ricerca però non lo soddisfaceva e dopo due anni cambiò lavoro e conobbe Ernst Wilhelm von Brücke, direttore dell'Istituto di fisiologia, dove condusse importanti ricerche nel campo della neuro-istologia degli animali, dimostrando che gli elementi cellulari del sistema nervoso degli invertebrati sono morfologicamente identici a quelli dei vertebrati. Freud lasciò l'istituto dopo sei anni di permanenza, anche se le ricerche effettuate gli assicuravano una carriera nel settore, perché era animato da grande ambizione e valutava troppo lenti i successi conseguibili in quel campo. Freud fu enormemente colpito da Brücke, tanto che nella sua autobiografia lo cita come colui che maggiormente influì sulla sua personalità. Fu in questo periodo che iniziò la sua amicizia con l'internista Josef Breuer.

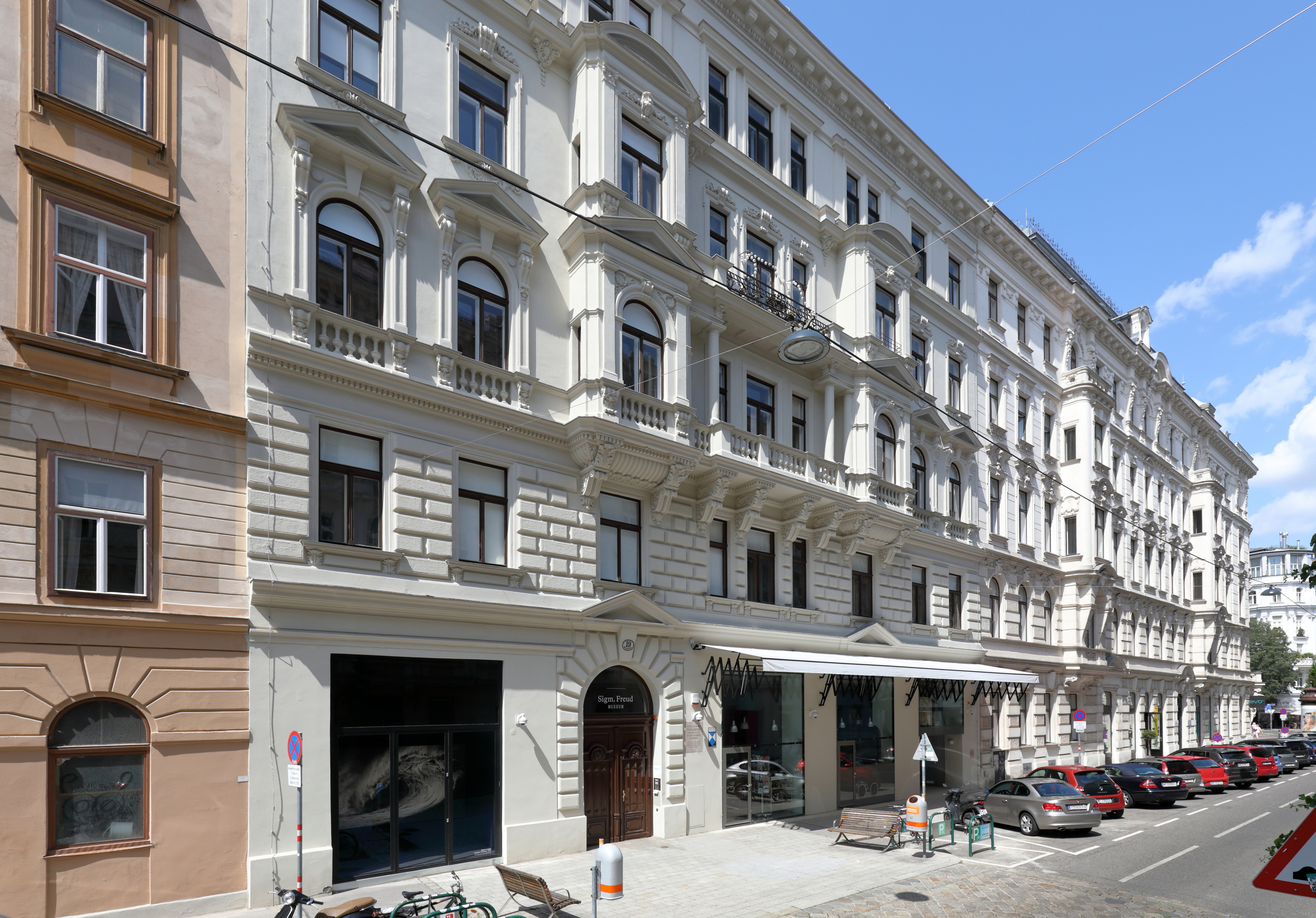
La casa di Freud al n. 19 della Berggasse a Vienna

L'aspirazione all'indipendenza economica lo spinse a dedicarsi alla pratica clinica, lavorando per tre anni, a partire dal maggio 1883, in qualità di sekundararzt (assistente ospedaliero) presso il reparto di psichiatria diretto dal prof. Meynert presso l'Ospedale Generale di Vienna. Questa disciplina, molto più remunerativa, gli avrebbe permesso di sposare Martha Bernays, parente del celebre spin doctor Edward Bernays con il quale Sigmund Freud ebbe una cospicua corrispondenza epistolare. 
Fu mentre lavorava in questo ospedale, nel 1884, che Freud cominciò gli studi sulla cocaina, sostanza allora sconosciuta. Scoperto che la cocaina era utilizzata dai nativi americani come analgesico, la sperimentò su se stesso osservandone gli effetti stimolanti e privi, a suo dire, di effetti collaterali rilevanti. La utilizzò in alternativa alla morfina per curare un suo caro amico, Ernst Fleischl, divenuto morfinomane in seguito ad una lunga terapia del dolore. Ma la conseguente instaurazione della dipendenza da essa, più pericolosa della morfina, fece scoppiare un caso che costituì una macchia nella sua carriera, anche in considerazione del fatto che un altro ricercatore, utilizzando i suoi studi, sperimentò la cocaina quale analgesico oftalmico, ricavandone rilevanti riconoscimenti in ambito internazionale. Rinunciò pertanto alle forti aspettative di ricavare successo da queste ricerche. Il caso di Fleischl, che ebbe numerosi episodi paranoidei, nonché allucinazioni e deliri, spinsero il medico a pubblicare il saggio: “Osservazioni sulla dipendenza e paura da cocaina”. Dopo la pubblicazione smise di farne uso e di prescriverla. 
Nel 1885 ottenne la libera docenza e ciò gli assicurò facilitazioni nell'esercizio della professione medica. La notorietà e la stima dei colleghi gli permisero una facile carriera accademica, sino ad ottenere la cattedra di professore ordinario. È sempre di quest'anno la notizia della distruzione delle sue carte personali, avvenimento che si ripeté nel 1907. Successivamente, le sue carte furono attentamente custodite negli "Archivi Sigmund Freud" e gestite da Ernest Jones, suo biografo ufficiale e da alcuni membri del circolo psicoanalitico.
Il lavoro di Jeffrey Moussaieff Masson portò chiarimenti e una feroce critica sulla natura del materiale soppresso. Nel biennio 1885-1886 iniziò gli studi sull'isteria e con una borsa di studio si recò a Parigi, dove era attivo Jean-Martin Charcot. Questi, sia per i suoi metodi che per la sua forte personalità, suscitò notevole impressione sul giovane Freud. Le modalità di cura dell'isteria attraverso l'ipnosi, insegnatagli da Charcot, furono applicate da Freud dopo il rientro a Vienna, ma i risultati furono deludenti, tanto da attirarsi le critiche di numerosi colleghi. Il matrimonio con Martha Bernays era stato più volte rimandato a causa di difficoltà che apparivano a Freud insuperabili e quando, il 13 maggio 1886, riuscì a sposarsi, visse l'avvenimento come una grossa conquista.
Un anno dopo (1887) nacque la prima figlia, Mathilde, seguita da altri cinque figli, di cui l'ultima, Anna, diventò un'importante psicoanalista. Nel 1886 iniziò l'attività privata aprendo uno studio a Vienna; utilizzò le tecniche allora in uso, quali le cure termali, l'elettroterapia, l'idroterapia e, tecnica in uso dal 1700 ritenuta in grado di agire sul sistema nervoso, ma priva di risultati apprezzabili, la magnetoterapia. Utilizzò allora la tecnica dell'ipnosi e, per migliorare la stessa, compì un altro viaggio in Francia, a Nancy, ma non ottenne i risultati che si aspettava.
L'8 dicembre 1897 fu iniziato nel B'nai B'rith di Vienna (tre anni dopo la sua fondazione) con una conferenza sui sogni che anticipava di due anni l'uscita dell'Interpretazione dei sogni. Fu accolto con entusiasmo e rimase legato alla loggia per tutto il resto della sua vita.
Freud era professore di neuropatologia, e le teorie sulla psicoanalisi avevano poca eco e considerazione nella scuola di medicina dell'epoca. Una chiave di volta nel processo evolutivo delle teorie di Freud fu l'incontro con Josef Breuer - importante fisiologo che poi, in diverse circostanze, sostenne Freud anche finanziariamente - intorno al caso di Anna O.. Breuer curava l'isteria della paziente attraverso l'ipnosi nel tentativo di guarirla da sintomi invalidanti tra i quali un'idrofobia psicogena. Sono di questo periodo le prime intuizioni sui ricordi traumatici. Il metodo, definito catartico - che fu descritto nel 1895 in Studi sull'isteria di Breuer e altri - venne successivamente utilizzato in modo sistematico da Freud.

### La nascita della psicoanalisi
Generalmente si usa datare la nascita della psicoanalisi con la prima interpretazione di un sogno scritta da Freud, un suo sogno della notte tra il 23 e il 24 luglio 1895, riportato anche ne L'interpretazione dei sogni come "il sogno dell'iniezione di Irma". La sua interpretazione rappresentò l'inizio dello sviluppo della teoria freudiana sul sogno. L'analisi dei sogni segna l'abbandono del metodo ipnotico utilizzato in quella fase del suo sviluppo, che a ragione si può definire l'inizio della psicoanalisi.
Altri legano la nascita della psicoanalisi alla prima volta in cui Freud usò il termine "psicoanalisi", cioè nel 1896 dopo aver svolto un'esperienza di 10 anni nel settore della psicopatologia, quando scrisse due articoli nei quali, per la prima volta, parla esplicitamente di "psicoanalisi" per descrivere il suo metodo di ricerca e trattamento terapeutico.
La psicoanalisi è la traduzione dal tedesco del neologismo impiegato da Freud dal 1896 per indicare:
- un procedimento per l'indagine di processi mentali altrimenti inaccessibili;
- un metodo terapeutico che trae le sue origini dall'indagine psicoanalitica avente per fine la cura delle nevrosi;
- un insieme di concezioni psicologiche (teoria della psiche).

Sebbene oggi la paternità del metodo psicoanalitico sia attribuita a Freud, egli, nella prima conferenza a Boston, riconobbe che l'eventuale merito non sarebbe spettato a lui, bensì al dottor Joseph Breuer, il cui lavoro è antecedente agli studi di Freud e ne costituisce il punto di partenza.

### L'internazionale della psicoanalisi
Dopo aver pubblicato l'articolo "Morale sessuale e le malattie nervose moderne", nel quale espresse le sue riflessioni sulla civiltà, Freud nel 1909 venne invitato negli Stati Uniti insieme allo psichiatra svizzero Carl Gustav Jung e all'ungherese Sándor Ferenczi. Poco dopo a New York si aggiunse a loro Ernest Jones, giunto dall'Inghilterra.

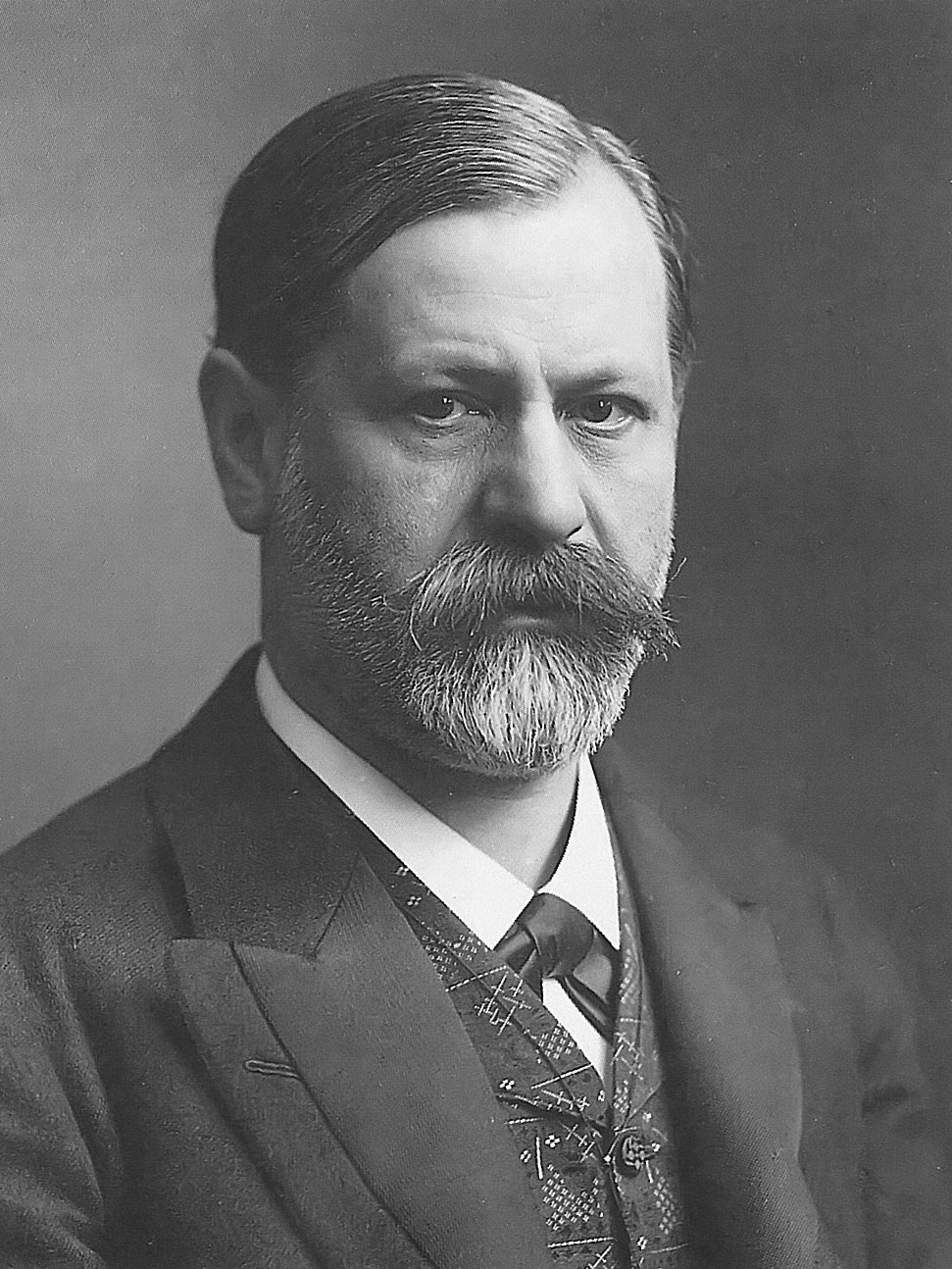
Sigmund Freud nel 1905

In questo contesto ebbero luce le "Cinque conferenze sulla psicoanalisi", alla presenza di un pubblico di non medici. Si trattava di cinque conferenze improvvisate in tedesco dal 5 al 9 settembre 1909. Al termine della solennità del giubileo, alla Clark University fu insignito del titolo di Dottore in psicologia. Freud aveva 53 anni e questo era il primo riconoscimento ufficiale della sua attività di ricercatore. Inoltre, ebbe modo di incontrare il filosofo statunitense William James.
Secondo una versione diffusa della storia della psicoanalisi, in Europa il discorso freudiano era tacciato di "delirio", di ossessione per il sesso e di rovina della società mettendo in piazza indecenze e perversioni. Secondo alcuni, c'era l'impressione che la comunità umana rifiutasse il suo discorso e che volesse ridurre lui e i suoi seguaci al silenzio per impedir loro di nuocere. Questa "folla inferocita" non avrebbe spaventato il medico viennese; anni dopo egli accusò Jung di codardia, invitandolo a non utilizzare più il termine 'psicoanalisi' per le sue teorie, basate su una teoria della libido desessualizzata; Jung allora utilizzerà il termine "psicologia analitica".

Tuttavia, lo storico della psicologia Allen Esterson, criticando il resoconto del neuroscienziato Mark Solms secondo il quale le idee di Freud sull'esistenza di pulsioni animali primitive negli umani avevano scandalizzato i suoi contemporanei vittoriani, ha scritto: 
 Secondo Catherine Meyer, 
 Negli Stati Uniti, Freud si sarebbe sentito più a suo agio anche se in seguito (1925) confessò che là, dove la "dottrina del comportamento" si vantava di aver eliminato la psicologia, la portata del suo pensiero era abbondantemente annacquata.
Nel 1910, il Congresso di Norimberga (30 e 31 marzo) istituì un'organizzazione internazionale per coordinare le associazioni psicoanalitiche nazionali. Il congresso era stato organizzato da Carl Gustav Jung, che veniva visto come il successore di Freud alla guida del movimento psicoanalitico. Freud stesso, in questa occasione, fece pressione affinché la presidenza dell'internazionale della psicoanalisi venisse affidata a Jung. Alfred Adler e Wilhelm Stekel invece s'incaricarono del giornale dell'associazione "Zentralblatt für Psychoanalyse" (Rivista centrale di psicoanalisi). In seguito, a questa rivista si affiancò "Imago", che trattava gli aspetti non direttamente medici della psicoanalisi ed era diretta da Freud. Già allora circoli medici legati alla psicoanalisi erano presenti a Berlino, Vienna, Zurigo, Budapest, Bruxelles, Stati Uniti, Russia, Francia, Italia e Australia.
Con questi medici e psicoanalisti, che costituivano l'avanguardia del nuovo movimento di pensiero del novecento, ai quali bisognerebbe aggiungere l'insieme numeroso e sofferente dei loro pazienti, "materia prima" della "nuova scienza", Freud cominciò a intessere una fitta e costante corrispondenza per garantire coerenza e avvenire al movimento. Nel 1910 ci fu un'altra novità, il primo tentativo di biografia psicoanalitica, il saggio Un ricordo d'infanzia di Leonardo da Vinci, che costituisce, come confessò Freud, «la sola cosa piacevole che io abbia mai scritto».

### Rapporti con alcuni contemporanei

#### Freud ed Einstein
Nel 1926 Freud, che per ragioni di salute fu costretto a ridurre a tre il numero dei pazienti che trattava ogni giorno, compì settant'anni e per il suo compleanno giunsero al n. 19 della Berggasse telegrammi e lettere di felicitazioni da ogni parte del mondo, tra cui quello di Albert Einstein. Fu nel dicembre di quell'anno che Freud, recandosi a Berlino per rivedere figli e nipoti, incontrò per la prima volta Einstein e sua moglie, andati da lui a fargli visita.
Freud commentò in margine al loro colloquio, protrattosi per due ore: «È vivace, sicuro di sé, piacevole. Di psicologia ne capisce quanto io di fisica, tanto che abbiamo avuto una conversazione molto scherzosa».
L'idea diffusa secondo cui Einstein era un ammiratore di Freud è erronea, come ha fatto notare A. H. Esterson: in una lettera a uno dei suoi figli nei primi anni trenta Einstein scrisse che non era rimasto convinto dalle opere di Freud e che riteneva i suoi metodi dubbi se non fraudolenti. Nel 1933 infine, a richiesta della Società delle Nazioni, venne pubblicata una discussione con Einstein sul tema: "Perché la guerra?". Freud, al contrario di Einstein, affermò l'impossibilità della fine delle guerre, in quanto l'aggressività, fondamento di ogni guerra, è radicata nell'uomo.

Vi erano anche delle vedute comuni; come lo stesso Einstein, Freud non volle supportare attivamente il sionismo (né moralmente né finanziariamente), poiché aveva delle riserve sulla creazione di uno Stato ebraico nella Palestina sotto mandato britannico. Einstein, nonostante non credesse nell'ebraismo, si sentiva profondamente ebreo, come anche Freud: 

#### Freud e Lou Andreas Salomé

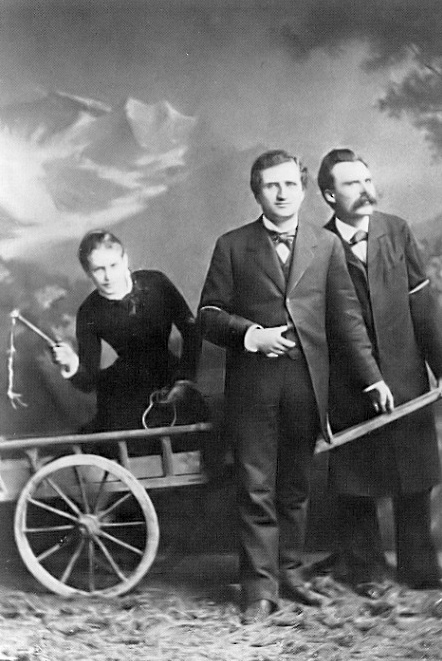
Lou Von Salomé, Paul Rée e Nietzsche nel 1882

Sicuramente Lou Andreas Salomé, una delle muse ispiratrici più enigmatiche dell'Ottocento, diede modo anche a Freud di rinnovare le proprie idee. Grande catalizzatrice di idee innovative, Salomé, dopo le frequentazioni con Rainer Maria Rilke, Friedrich Nietzsche, Jung, ebbe modo di incontrare anche Freud. Dal loro confronto Freud smorzò quella che fino ad allora era rimasta la concezione primaria delle sue teorie, la libido come motore della vita dell'uomo. Infatti nel suo saggio Psicologia e Metapsicologia espose per la prima volta la dualità tra pulsione di vita e pulsione di morte usando a modello dell'uomo un globo sulla cui superficie la coscienza filtra il mondo pulsionale, l'essenza del "globo", giunto dal mondo esterno vero e proprio.
Un'essenza che nasconde la lotta tra volontà alla vita e all'aggregazione, da un lato, e alla morte e disgregazione dall'altro. È doveroso ricordare che un altro personaggio femminile del primo Novecento, Sabina Spielrein, ebrea russa ricoverata alla clinica Burghölzli, curata da Jung e diventata poi essa stessa psicoanalista, fu la prima a scrivere sulla pulsione di morte, e Freud la citò in una nota di Al di là del principio di piacere.

#### Collaborazione e rottura con Jung
Il citato rapporto con Jung è un elemento biografico importante, che è stato anche psicanalizzato, riconoscendo in esso una sorta di complesso di Edipo di Jung contro il padre "professionale" Freud.
Nel 1912 Jung pubblicò il suo testo fondamentale Trasformazioni e simboli della libido, dove erano presenti i primi disaccordi teorici con Freud assieme al primo abbozzo di una concezione finalistica della psiche. I disaccordi continuarono nelle conferenze sulla psicoanalisi (Fordham lectures) tenute da Jung lo stesso anno a New York.
L'aspetto centrale delle differenze teoriche risiedeva in un diverso modo di concepire la libido: mentre per Freud il "motore primo" dello psichismo risiedeva nella pulsionalità sessuale, Jung proponeva di riarticolare ed estendere il costrutto teorico di libido, rendendolo così comprensivo anche di altri aspetti pulsionali costitutivi "dell'energia psichica".
La "sessualità" da costrutto unico e centrale (metapsicologia freudiana) passa a essere costrutto importante ma non esclusivo della vita psichica (punto di vista junghiano). La libido è energia psichica in generale, motore di ogni manifestazione umana, sessualità ma non solo. Essa va al di là di una semplice matrice istintuale proprio perché non è interpretabile solo in termini causali. Le sue "trasformazioni", necessarie a spiegare l'infinita varietà di modi in cui si dà l'uomo, sono dovute alla presenza di un particolare apparato di conversione dell'energia, la funzione simbolica.
Il conflitto tra Freud e Jung crebbe al quarto congresso dell'Associazione Psicoanalitica, svoltosi a Monaco nell'agosto del 1913 contro le posizioni psicoanalitiche espresse da Janet durante la sessione dedicata alla psicoanalisi. Nell'ottobre successivo si ebbe la rottura ufficiale, e Jung si dimise dalla carica di direttore dello "Jahrbuch". Ad aprile 1914 si dimise da presidente dell'Associazione e uscì definitivamente dal movimento psicoanalitico.
La psicoanalisi, creatura i cui meriti di gestazione erano ascritti al solo Freud, per la cui nascita aveva pagato con l'isolamento e l'ostracismo da parte del mondo accademico, nuova via della conoscenza, per Jung era divenuta più importante dello stesso padre che l'aveva generata. Era nata dal lavoro di Freud e adesso si trattava di farla crescere.
L'aspetto che più li differenziava era la concezione dell'inconscio. Per Freud l'inconscio alla nascita era vuoto e durante la vita si riempiva di quanto per la coscienza era "inutile" o dannoso per l'Io (rimozione). Invece per Jung la coscienza nasceva dall'inconscio, che aveva quindi già una sua autonomia. Inoltre, per Jung, la psicoanalisi di Freud teneva poco conto della persona nel suo contesto vitale. Invece Jung, che dava importanza alla persona e al suo contesto, fondò la "psicologia analitica", che voleva essere uno strumento per guarire da patologie psichiche ed una concezione del mondo, o meglio, uno strumento per adattare la propria anima alla vita e coglierne le potenzialità di espressione e specificità individuale. Chiamò questo percorso "individuazione".
Al concetto di individuazione si lega la nozione di archetipo e tutte le altre costruzioni teoriche junghiane.
Freud accusò Jung di essere monista anziché dualista, quindi di sconvolgere il principio dell'Eros contro Thanatos, con le relative pulsioni di vita e di morte (la libido e destrudo), ecc., proponendo una libido come unica energia, non solo sessuale, dell'"inconscio collettivo", che prende molteplici forme; inoltre lo accusò di avergli plagiato i concetti (ad esempio l'Es trasformato in Ombra) e di altre scorrettezze, come l'eccessivo peso, a detta di Freud, dato da Jung al paranormale e alle religioni.
(Freud su Jung e la sua scuola)
Jung tenterà comunque, una volta posto alla guida dell'Associazione psicoanalitica, dopo che essa aveva escluso gli ebrei per ordine dei nazisti, di proteggere Freud e gli psicoanalisti di origine israelita dalla persecuzione antisemita, gli manderà persino del denaro, che Freud rifiuterà sdegnosamente, in quanto considerava l'ex allievo un «antisemita». Benché Jung commemorasse poi Freud con un necrologio dopo la morte nell'esilio di Londra, la frattura non si comporrà mai.

#### Psicoanalisi e Surrealismo: Freud, Dalì e Breton
A Londra Freud incontrò Salvador Dalí, uno dei più importanti esponenti dell'avanguardia artistica del surrealismo, il movimento culturale fondato da André Breton. L'artista spagnolo fu accompagnato a far visita a Freud dallo scrittore esule Stefan Zweig, il loro incontro avvenne in un caffè, dove Dalí, su un tovagliolo, fece rapidamente un ritratto di Freud, che ne rimase stupito.
In merito a questo incontro con il pittore surrealista, Freud scrive a Zweig:
Dalì rimarrà l'unico surrealista davvero stimato da Freud, che forse incontrò, rimanendone solo incuriosito e niente più, anche il caposcuola André Breton, scrittore che mal sopportava invece l'artista spagnolo, a causa delle sue idee politiche ritenute conservatrici.

### "Analisi terminabile e analisi interminabile" (1937)
Durante lo sviluppo della disciplina psicoanalitica, in Freud si faceva sempre più chiaro che questa sua "figlia" era qualcosa che andava ben oltre una semplice psicoterapia come era invece nei suoi intenti iniziali di medico. Così scrive infatti nel 1925: 
Partendo dal confronto con i problemi psicoterapeutici, la psicoanalisi si era mossa lentamente verso il superamento della semplice psicoterapia. Più in là, due anni prima di morire, in Analisi terminabile e interminabile Freud pose una delle questioni, se non la questione fondamentale della psicoanalisi, nota con le parole di Freud come problema del "fondo roccioso della psicoanalisi", ovvero dell'impossibilità o per lo meno della difficoltà a proseguire il lavoro psicoanalitico oltre un certo limite.

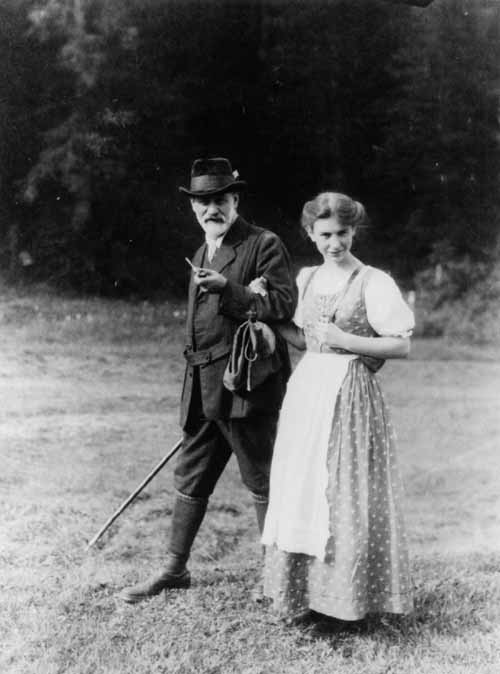
Freud e la figlia Anna a San Martino di Castrozza nell'estate 1913

Detto in altri termini, Freud si riferisce al fatto che la psicoanalisi è impotente davanti alla realtà biologica. Quando cioè il paziente pone domande che affrontano l'aspetto biologico della divisione sessuale, l'analisi diventava interminabile. Tuttavia è proprio in questa questione capitale che si cela, quale implicazione, un'altra questione: quella della funzione adattativo-conservatrice della psicoanalisi che ha attraversato tutta la storia della psicoanalisi e ricevuto le critiche più attente da parte di coloro che considerano l'umanità impegnata in altre vie per la propria trasformazione oltre lo status quo.
Una parte delle critiche alla psicoanalisi infatti proveniva da coloro che al contrario si domandavano se la psicoanalisi costituisse una vera e propria pratica rivoluzionaria conseguentemente evolutiva o se invece fosse una semplice pratica normativa e adattativa, atta a esorcizzare ogni naturale movimento eversivo.

### L'esilio a Londra
Quando nel 1933 Hitler prese il potere in Germania, le origini ebraiche di Freud costituirono un problema. Nello stesso anno, il suo nome entrò nella lista di autori le cui opere dovevano essere distrutte. La situazione diventò seria a partire dal 1938, anno in cui l'Austria venne annessa al Terzo Reich. La figlia Anna fu arrestata brevemente dalla Gestapo; i nazisti cominciarono a vessare Freud, che spesso dette loro somme di denaro per cacciarli da casa propria, dove di frequente facevano irruzione. All'inizio si accontentavano di questo, ma presto la situazione divenne insostenibile.
A Freud venne data la possibilità di compilare una lista di persone da salvare dalle leggi razziali, quindi dalla futura deportazione (di cui ancora non si parlava). I nazisti acconsentirono alla sua emigrazione (come era d'uso nella Germania nazista prima della decisione di sterminio, avvenuta nel 1942), previo pagamento delle due tasse prescritte a cui egli riuscì a far fronte, nonostante le finanze e i guadagni fossero in netto declino. Nella lista egli non incluse le sorelle (quattro di loro moriranno nei campi di sterminio), ma sua moglie Martha, i figli e i nipoti, le proprie domestiche e il suo medico personale con la famiglia di questi. L'ex paziente e amica Marie Bonaparte gli fornì il denaro per il viaggio e l'appoggio necessario. Freud partì da Vienna insieme a diciassette persone, tra amici e familiari.
Secondo Élisabeth Roudinesco, non si disinteressò delle sorelle: infatti, fu costretto a lasciarle a Vienna per via degli eventi precipitosi e dalla fretta con cui scappò dalla capitale, sperando di farle partire per Londra più tardi. Come tutti gli ebrei dell'epoca pensava che i nazisti non avrebbero deportato donne anziane. Nessuno immaginava la shoah; le sorelle di Freud non riusciranno più a lasciare Vienna e a ricongiungersi con il fratello, rimanendo vittime dei nazisti dopo la morte dello psicoanalista.
Freud, privato intanto della cittadinanza austriaca e divenuto apolide, in pessime condizioni di salute, si preparò a lasciare Vienna: pochi giorni dopo, accompagnato da Martha e da Anna, che nel frattempo era stata rilasciata, partì per Londra dove avrà lo status di rifugiato politico. Secondo alcune testimonianze, come quella di Vittorio Mussolini, su richiesta di alcuni psicoanalisti italiani Benito Mussolini (a cui Freud aveva inviato una dedica con autografo qualche anno prima su una copia di Perché la guerra?) si interessò della sorte di Freud, cercando, inutilmente, di intercedere presso Hitler perché fosse lasciato in pace nella sua casa viennese, o, secondo lo storico Piero Melograni, per farlo mettere in salvo senza conseguenze gravi, come in effetti avvenne.

### La malattia e la morte
Un anno prima della morte, nel 1938, al suo arrivo a Londra aveva concesso un'intervista, la quale si era conclusa con uno sguardo alla strada ancora da percorrere per la scienza neonata: «La lotta non è ancora terminata», affermava. Quando era morta sua madre, Amalia Nathanson Freud, a 95 anni, nel 1930, Freud, già malato di tumore, aveva scritto a Ernest Jones di avere finalmente guadagnato la libertà di morire, perché era sempre stato ossessionato dall'idea che potessero comunicare alla madre la sua morte.
Freud si era ammalato di carcinoma della bocca già negli ultimi anni viennesi: nel 1923 aveva subito due operazioni per una leucoplachia al palato, dovuta al fumo, ma negli anni successivi la lesione ricomparve trasformandosi in un epitelioma del cavo orale, con metastasi ossee, con il quale convisse per 16 anni. Freud fumò sigari per la maggior parte della sua vita, e questo probabilmente favorì l'insorgere della malattia.
Nonostante varie cure e ben 32 operazioni, alla fine dovette subire l'invasiva asportazione della mandibola, che lo costringerà a lavorare quasi esclusivamente in silenzio, effettuando sedute ascoltando solamente i pazienti e all'inserimento di una protesi. Anche dopo l'asportazione della mandibola a causa del cancro continuerà a fumare. Si dice infatti che abbia fumato una scatola di sigari al giorno sino alla morte. Sull'uso e abuso di cocaina da parte dell'illustre studioso della psiche parimenti molto si è dibattuto.

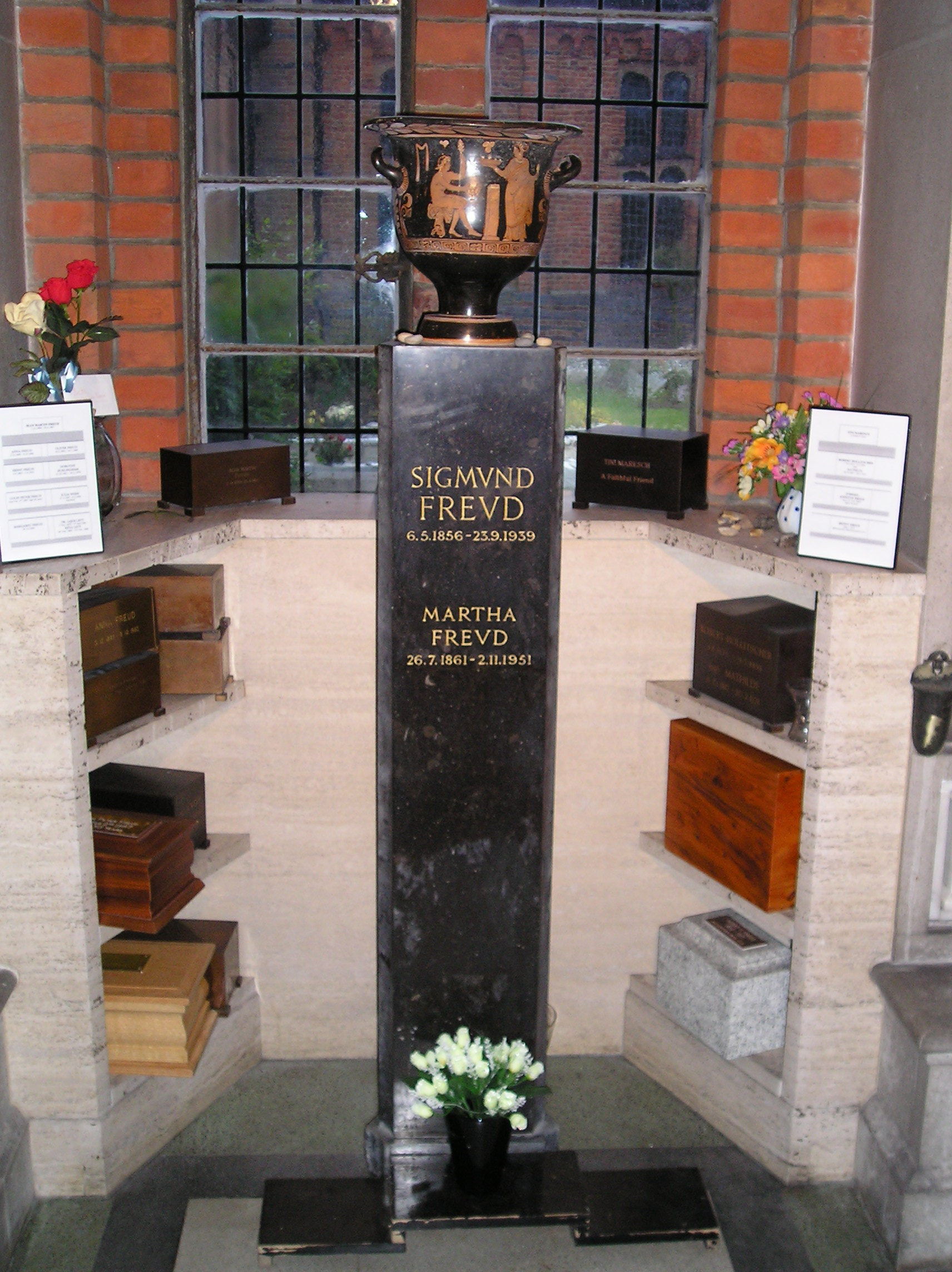
Tomba di Freud e della moglie, Golders Green Crematorium, Londra

La perdita di un figlio e di un nipote prima, negli anni '20, e la persecuzione nazista poi, non fecero che aggravare il tutto. Nel 1939, un anno dopo essere giunto a Londra e aver subito l'ultima operazione e la radioterapia, il cancro era in fase terminale, e venne dichiarato inoperabile.
Il 21 settembre 1939, Freud, consumato fra atroci sofferenze, sul letto di morte mormorò al dottor Max Schur, proprio medico di fiducia: «Ora non è più che tortura e non ha senso» e poco dopo ancora: «Ne parli con Anna, e se lei pensa che sia giusto, facciamola finita». Freud si affidò al sentimento della figlia e il medico aumentò gradualmente la dose di oppiacei. Morì due giorni dopo, senza risvegliarsi dal sonno tranquillo che la morfina gli aveva provocato.
Il corpo di Freud venne cremato dopo una cerimonia civile, con Stefan Zweig tra coloro che pronunciarono l'elogio funebre, e le ceneri tumulate in un cimitero londinese, per essere poi traslate alcuni anni dopo nel tempio crematorio Golders Green nella zona nord della città (che aveva ospitato già la cerimonia funebre e la cremazione), e messe in un antico vaso greco, dove verranno tumulate anche quelle della moglie Martha, morta nel 1951.
La sua casa di Londra è nel famoso quartiere residenziale Hampstead nella zona Camden, non lontano dal centro di psicoanalisi, dove lavorerà, anni dopo, la figlia Anna. Dopo la morte di Anna la casa è stata trasformata per volontà di Anna stessa in museo.

### Familiari
Tra i figli di Freud, fu Anna che si distinse anch'ella quale psicoanalista, specialmente nella psicologia dell'infanzia e dello sviluppo del bambino. Freud è anche il nonno del pittore Lucian Freud e del commediografo Clemente Freud, nonché il bisnonno della giornalista Emma Freud, della stilista di moda Bella Freud e di sua sorella, la scrittrice Esther Freud. Freud era inoltre lo zio di Edward Bernays (il padre Ely Bernays era il fratello di Martha Bernays, moglie di Freud. La madre Anna era la sorella di Freud, per cui Freud era zio di Bernays sia da parte sua che della moglie). Bernays è considerato uno dei padri del settore delle pubbliche relazioni e della propaganda, è stato uno dei primi a sperimentare la manipolazione dell'opinione pubblica utilizzando la psicologia subliminale, divenendo un importante spin doctor, ossia consulente di campagne politiche, negli Stati Uniti. Aiutò finanziariamente lo zio quando questi era quasi sull'orlo della bancarotta a causa della crisi del '29.

## Le innovazioni di Freud

Sigmund Freud (anni '30)

L'influenza di Freud fu determinante in due campi correlati ma distinti. Sviluppò simultaneamente una teoria della mente e del comportamento e tecniche cliniche finalizzate all'apporto terapeutico nella risoluzione delle nevrosi. Alcuni sostengono che abbia influenzato solo il primo campo. La teoria dell'inconscio è reputata tuttora utile per comprendere la psicologia di un individuo, anche dagli psicologi di altre scuole, ma la prassi dell'analisi è invece da questi rigettata, come accade ad esempio nella scuola comportamentale, indirizzo già attivo all'epoca di Freud e che lo psicoanalista austriaco definì «estremista».

### L'apparato psichico

#### L'inconscio
Il contributo più significativo di Freud al pensiero moderno fu l'elaborazione del concetto di inconscio. Secondo una versione diffusa della storia della psicologia, durante il XIX secolo la tendenza dominante nel pensiero occidentale era il positivismo, che credeva nella possibilità degli individui di controllare la conoscenza reale di se stessi e del mondo esterno, e nella capacità di esercitare un controllo razionale su entrambi. Freud, invece, suggerì che questa pretesa di controllo fosse in realtà un'illusione; che persino ciò che pensiamo sfugge al controllo e alla comprensione totale, e le ragioni dei nostri comportamenti spesso non hanno niente a che fare con i nostri pensieri coscienti.
Il concetto di inconscio è stato rivoluzionario in quanto sostiene che la consapevolezza è allocata nei vari strati di cui è composta la mente e che ci sono pensieri non immediatamente disponibili in quanto "sotto la superficie" (livello cosciente). Tuttavia, come lo psicologo Jacques Van Rillaer, fra gli altri, ha sottolineato, "contrariamente a quanto crede il grande pubblico, l'inconscio non è stato scoperto da Freud. Nel 1890, quando ancora non si parlava di psicoanalisi, William James, nel suo monumentale trattato di psicologia, esaminava il modo in cui Schopenhauer, Eduard von Hartmann, Pierre Janet, Alfred Binet e altri avevano utilizzato i termini  "inconscio" e "subconscio".
Inoltre, lo storico della psicologia Mark Altschule ha scritto nel 1977: «È difficile - o forse impossibile - trovare uno psicologo o psicologo clinico del diciannovesimo secolo che non riconoscesse la cerebrazione inconscia come non solo reale ma anche della massima importanza». I sogni, proposti come "la via regia che conduce all'inconscio", sono gli indizi migliori per la comprensione della nostra vita inconscia e, ne L'interpretazione dei sogni, Freud sviluppò l'argomento dell'esistenza dell'inconscio e descrisse una tecnica per accedervi.

#### Il preconscio e la coscienza
Il preconscio venne descritto come uno strato a cui si può accedere con meno sforzo, in quanto interposto tra il conscio e l'inconscio (il termine subcosciente, benché usato popolarmente, è una parola derivante dalla traduzione anglosassone e non fa parte della terminologia psicoanalitica). Anche se molti aderiscono ancora alla concezione razionalista e positivista, è ormai comunemente accettato, anche da coloro che rifiutano altre parti delle teorie di Freud, che l'inconscio è una parte della mente e che parte dei comportamenti possono avere luogo senza il controllo della coscienza.

Nel 1910, in una conferenza all'università di Clark, Freud spiegò la sua nuova concezione del funzionamento della mente umana e raccontò il rifiuto dei suoi lavori da parte dei suoi colleghi e del pubblico: 

#### La rimozione
Elemento cruciale del funzionamento dell'inconscio è la rimozione. Secondo Freud, spesso i pensieri e le esperienze sono così dolorosi che le persone non possono sopportarli. Tali pensieri ed esperienze, e i ricordi associati, ha argomentato Freud, sono banditi dalla mente, ma potrebbero essere banditi anche dalla coscienza. In questo modo costituiscono l'inconscio. Benché Freud più tardi tentasse di trovare strutture di rimozione tra i suoi pazienti per derivare un modello generale della mente, egli ha anche osservato la diversità tra i singoli pazienti dovuta alla rimozione di pensieri ed esperienze differenti. Freud ha osservato, inoltre, che il processo stesso di rimozione è in sé un atto non-cosciente (cioè si presenta con pensieri o sensazioni non dipendenti dalla volontà). Freud ha supposto, insomma, che ciò che viene rimosso è in parte determinato dall'inconscio. L'inconscio, per Freud, era sia causa sia effetto della rimozione.

Schema dell'apparato psichico secondo Freud. L'iceberg rappresenta le tre istanze: Io (Ego), Es (Id) e Super-io (Superego).

#### Io, Es e Super-Io
Freud ha cercato di spiegare come opera l'apparato psichico e ne ha proposto una particolare organizzazione in tre componenti: Id (das Es in tedesco), Ego (das Ich in tedesco, o "Io" in italiano) e Superego (das Über-Ich in tedesco, Super-Io in italiano).
L'Id viene rappresentato come il processo di identificazione–soddisfazione dei bisogni di tipo primitivo. Il Superego rappresenta la coscienza e si oppone all'Id con la morale e l'etica. L'Ego si frappone tra Id e Superego per bilanciare sia le istanze di soddisfazione dei bisogni istintivi e primitivi, sia le spinte contrarie derivanti dalle nostre opinioni morali ed etiche. Un Ego ben strutturato garantisce la capacità di adattarsi alla realtà e di interagire con il mondo esterno, soddisfacendo le istanze dell'Id e del Superego. L'affermazione di principio che la mente non è monolitica o omogenea, continua ad avere un'influenza enorme al di fuori degli ambienti della psicologia.
Freud era particolarmente interessato al rapporto dinamico tra queste tre parti della mente, argomentando che fosse governato da desideri innati, ma ha anche asserito che il rapporto mutasse con il cambiare del contesto dei rapporti sociali. Alcuni hanno criticato Freud per aver dato troppa importanza all'uno o all'altro aspetto. Allo stesso modo, molti dei seguaci di Freud hanno concentrato la loro attenzione privilegiando l'uno o l'altro.
Per chiarire come funzionasse la psiche umana, Freud elaborò una tecnica al tempo insolita, con la quale analizzò e interpretò ermeneuticamente i sogni e le corrispondenti associazioni dei propri pazienti.
Da queste osservazioni e interpretazioni riuscì a sviluppare il suo modello di una struttura psichica divisa in tre parti. Secondo il suo pensiero, la struttura della psiche di un individuo è composta da tre elementi: l'Es, l'Ego e il Super Ego. Egli supportava la visione che la parte predominante delle decisioni umane fosse inconscia e che solo una parte minore fosse motivata consciamente.
Il primo tema affrontato dal Strukturmodell der Psyche differenzia ciò che è noto da ciò che è ignoto, ed espone come l'ignoto influenzi il noto. Nel suo secondo tema, sviluppato soprattutto nel suo scritto L'Io e l'Es (1923), Freud spiegò per la prima volta la sua teoria sull'Io e il Super-Io. Egli prese il termine “Es” dal medico e precursore della medicina psicosomatica Georg Groddeck, cambiandone anche il significato.
- L'Es costituisce l'elemento libidinoso della psiche e non conosce né negazione né contraddizione. Freud denomina in questo modo ogni struttura psichica, nella quale gli stimoli (es. fame, sesso), i bisogni e i sentimenti come l'invidia, l'odio, la fiducia o l'amore vengono stabiliti. Gli stimoli, i bisogni e i sentimenti sono anche modelli ("organi" psichici), per mezzo dei quali noi percepiamo sensazioni in gran parte inconsapevolmente. In questo modo viene guidato il nostro comportamento.
- L'Io costituisce l'istanza mentale realisticamente veicolata attraverso il pensiero razionale e di auto-critica e, per gli standard critico-razionali di sicurezza, i valori e gli elementi di visione del mondo, è nel mezzo "tra le esigenze dell'Es, il Super-Io e l'ambiente sociale con l'obiettivo di risolvere i conflitti psicologici e sociali in modo costruttivo"[51]
  - Pensare, ricordare, provare (in termine di emozioni), compimento di movimenti volontari
  - Intermediario tra i desideri impulsivi dell'Es e del Super-Io
  - Cerca soluzioni razionali
  - È per gran parte conosciuto
- Il Super-Io costituisce infine la struttura mentale sulla quale si basano l'ambiente educativo interiorizzato, gli ideali dell'Io, i ruoli e le visioni del mondo.
  - La "conoscenza"
  - Gli esempi morali e la visione del mondo
  - Comandi e divieti dei genitori e di certe Autorità fungono da modelli
  - Visione del bene e del male
  - La controparte all'Io

### Le pulsioni
Freud ha sviluppato il concetto di "sovradeterminazione" per evidenziare le molteplici cause che sottendono alla interpretazione dei sogni, piuttosto che contare su un modello di semplice corrispondenza biunivoca tra cause ed effetti. Ha creduto che gli esseri umani fossero guidati da due pulsioni basilari: dalla libido, componente della pulsione di vita (Eros) e dalla pulsione di morte (Thanatos), la cui energia fu inizialmente chiamata destrudo, termine che poi verrà scartato. La descrizione di Freud della libido comprende la creatività e gli istinti. La pulsione di morte è definita come un desiderio innato finalizzato alla creazione di una condizione di calma, o non-esistenza, ed è ricavato da Freud dai propri studi sui protozoi (cfr. Al di là del principio di piacere). Quando le pulsioni e l'energia libidica rimangono fissate nell'inconscio esse generano nevrosi e psicosi.

### La teoria delle fasi psicosessuali e il complesso di Edipo

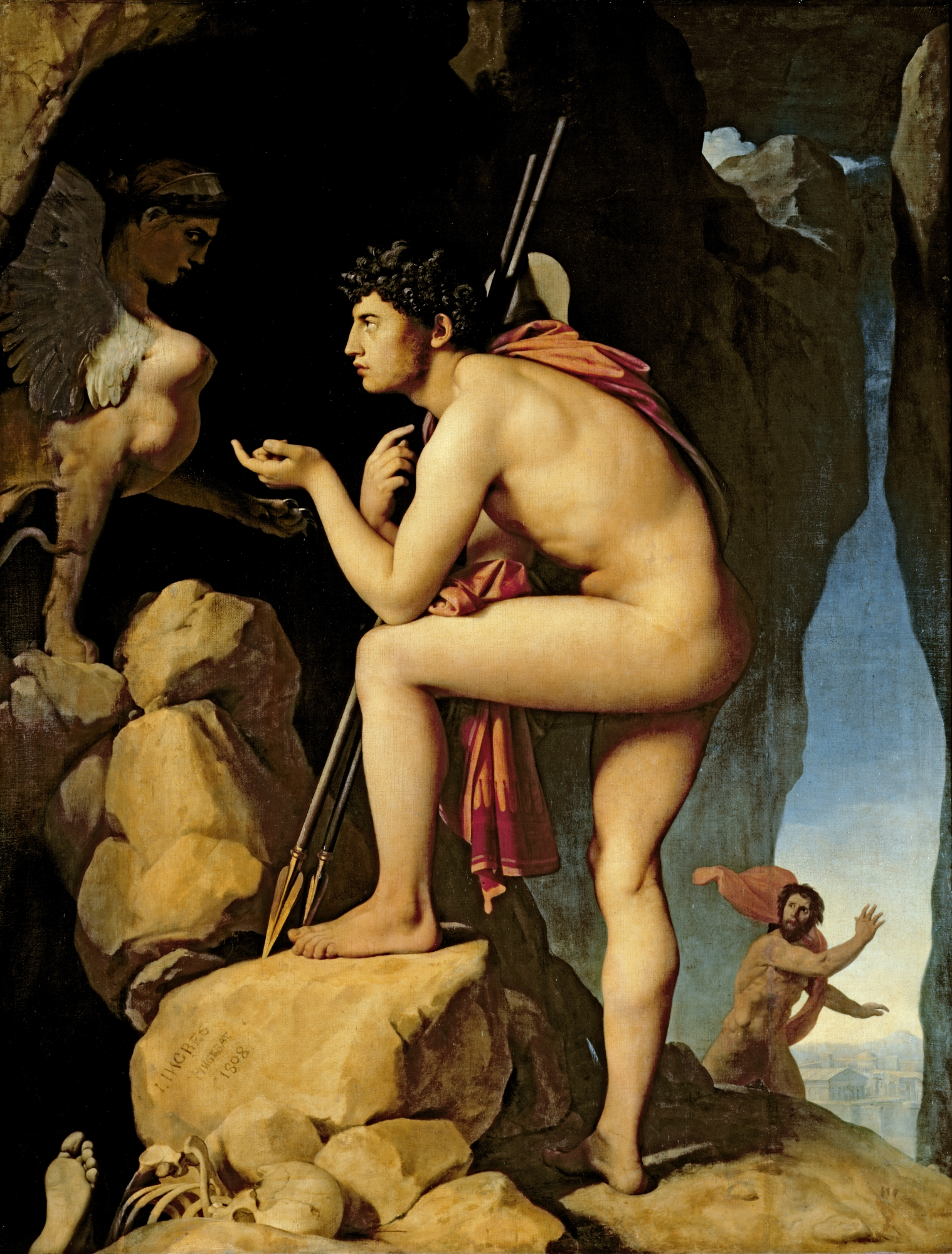
Edipo e la Sfinge, Jean-Auguste-Dominique Ingres, (1808-27).

Freud credeva anche che la libido si sviluppasse negli individui cambiando oggetto. Egli ha argomentato che gli esseri umani nascessero "polimorficamente perversi", volendo con ciò significare che qualsiasi oggetto può essere sorgente di piacere. Egli più tardi ha sostenuto che gli esseri umani si sono sviluppati in differenti stadi di sviluppo identificati nella fase orale (piacere del neonato nell'allattamento), quindi nella fase anale (esemplificato dal piacere del bambino nel controllo della defecazione) e ancora nella fase genitale, che prende anche l'aspetto di fase fallica. Freud argomenta che i bambini passano da uno stadio nel quale s'identificano con il genitore di sesso opposto, mentre il genitore dello stesso sesso viene visto come rivale. Egli ha cercato di inquadrare questa struttura di sviluppo nel dinamismo mentale. Ogni stadio è una progressione della maturità sessuale, caratterizzata da un Ego più forte e dalla capacità di ritardare la soddisfazione dei bisogni (principio di piacere e principio di realtà) (cfr. Tre saggi sulla teoria sessuale).
Freud cercò di dimostrare che il suo modello, basato soprattutto sulle osservazioni della borghesia viennese, fosse universalmente valido. Ha per questo orientato i suoi studi verso la mitologia antica e l'etnografia del suo tempo per trovare materiale comparativo. Ha utilizzato la tragedia greca Edipo re di Sofocle per evidenziare, soprattutto negli adolescenti e nei bambini, la presenza inconscia del desiderio d'incesto e contemporaneamente la necessità di reprimere quel desiderio. Il complesso di Edipo è stato descritto come condizione dello sviluppo e della consapevolezza psicosessuale; questo concetto psicologico era stato formulato anche da Denis Diderot nel XVIII secolo, e Freud, nel Compendio di psicoanalisi, dichiara esplicitamente il suo debito.
Sua è anche la definizione di carica psichica, intesa come energia derivata dagli istinti che si manifesta in qualsiasi processo psichico, conservando la possibilità di spostarsi per attivare vari contenuti di coscienza. Nel suo ultimo libro, Compendio di psicoanalisi, terminato sul letto di morte, Freud individua i pilastri della psicoanalisi nel complesso edipico, nella teoria della rimozione e nella sessualità infantile, analizzando anche la scissione dell'Io.
Egli sperava che le sue ricerche fornissero una solida base scientifica per le proprie tecniche terapeutiche. L'obiettivo della terapia psicoanalitica (psicoanalisi), era di portare allo stato cosciente i pensieri repressi/rimossi, rafforzando così il proprio ego. Per portare i pensieri inconsci al livello della coscienza, il metodo classico prevede delle sedute in cui il paziente è invitato a effettuare associazioni libere e a raccontare i propri sogni. Un altro elemento importante della psicoanalisi è l'assunzione, da parte dell'analista, di un atteggiamento distaccato che permette al paziente di proiettare durante l'analisi i pensieri e le sensazioni sull'analista. Attraverso questo processo, chiamato transfert, il paziente può riesumare e risolvere i conflitti rimossi, particolarmente quelli infantili, legati alla formazione e alla famiglia d'origine.

#### La fissazione
Secondo Freud la fissazione nasce in periodi remoti dello sviluppo pulsionale e impedisce alla pulsione di modificare il suo obiettivo, rendendo impossibile il distacco dall'oggetto di fissazione. Si produrrebbe a causa dell'eliminazione (rimozione) di alcuni elementi che consentirebbero la normale evoluzione dello stimolo (pulsione).
È per questo che alcuni suoi effetti, durante la psicoanalisi, possono venire assimilati o confusi con altre rimozioni. La fissazione, eludendo la ragione, si comporta come se facesse parte del sistema dell'inconscio, come una corrente rimossa.
Essa non è altro che la conservazione di libido su oggetti o fasi inconsce relativi ai vari stadi psicosessuali di sviluppo. Queste cariche di libido conservata danneggiano l'individuo provocandogli la nevrosi.

#### La rimozione e la resistenza
La rimozione è un meccanismo psichico che allontana dalla coscienza desideri, pensieri o residui mnestici considerati inaccettabili e intollerabili dall'Io, e la cui presenza provocherebbe dispiacere. La rimozione tuttavia va considerata come una modalità universale dello psichismo la cui finalità è proprio quella di difendere, come una sorta di apparato immunitario proprio dello psichismo, l'ideale dell'io (o Super-io) in cui ci si rispecchia.
Al concetto di rimozione si collega quello di resistenza al cambiamento, un ulteriore meccanismo psichico che impedisce ai contenuti una volta rimossi di tornare nuovamente coscienti. Scopo della psicoanalisi secondo Freud è quello di diminuire la forza di queste resistenze e permettere all'Io di tornare in possesso del materiale rimosso, in modo da porre termine alla sua funzione patogena.
La rimozione può riguardare sia un fatto vissuto, che un pensiero o istinto. Il contenuto rimosso non tende spontaneamente a manifestarsi o non ha l'energia psichica per farlo, per cui spesso la rimozione è priva di conseguenze.
È necessario un secondo fatto o volontà: 1) apparentemente "innocuo" per il Super-io, e che quindi non viene rimosso a sua volta; 2) associabile al contenuto inconscio per vicinanza nello spazio, nel tempo o per somiglianza. Nei soliti modi la mente opera per associare tra loro contenuti che restano non rimossi.
Il nuovo elemento "risveglia" il materiale rimosso che spinge per manifestarsi a livello cosciente, e l'Io media fra questo e la resistenza del Super-io: un appagamento tramite compensazione permette al materiale rimosso di manifestarsi ma in forme diverse dal suo contenuto, più distorte e lontane quanto più è forte la resistenza.
Ciò accade nel sintomo nevrotico, ma anche in persone "sane" e "normali" attraverso i sogni, o nella nevrosi creativa. Nel sogno si rilassa la muscolatura, segno che si rallentano le resistenze del Super-io, per cui il rimosso nell'inconscio ha l'opportunità di manifestarsi, e di farlo in modo più "soddisfacente" tramite forme più vicine al suo vero contenuto.
Secondo Freud, questo meccanismo non sempre è fonte di malattie, ma ha grandi implicazioni positive per la società. La nevrosi, se è canalizzata, è il motore dell'arte e della scienza: il genio creativo e gli ammiratori dell'opera vi manifestano singolarmente e collettivamente un proprio contenuto rimosso.
In alcuni casi il Super-io si manifesta tramite il senso di colpa per cui il nevrotico non desidera, inconsciamente, guarire ritenendo di meritare la malattia o avendo forti pulsioni di autodistruzione: è il cosiddetto "bisogno di colpa o di sofferenza".

#### La regressione
La regressione è un meccanismo in cui, per mancanza di superamento di una fase, anziché svilupparsi la nevrosi di quella tipica fase, si manifesta una nevrosi di fase precedente, in cui molta più libido era rimasta fissata, ma possono essere presenti anche cariche di libido di altre fasi, che si fanno sentire sotto forma di sintomo nevrotico.

#### La nevrosi
La nevrosi è il principale campo di interesse di Freud e il disturbo che la psicoanalisi ambisce a curare in profondità. Le nevrosi sono diverse a seconda dello stadio di sviluppo o di quello in cui si regredisce a causa del non-superamento del complesso di Edipo. Esempi di nevrosi sono:
- nevrosi ossessiva (fase sadico-anale)[53][61]
- nevrosi fobica (varie fasi)
- nevrosi d'ansia
- la dipendenza dal fumo o da sostanze varie (anche se non è propriamente una nevrosi è possibile includerla; si sviluppa nella fase orale)
- nevrosi isterica (traumi sessuali e di vario tipo)

Se manca la nevrosi, dove dovrebbe invece comparire, si sviluppa la perversione, termine che in Freud non indica una malattia, ma la fissazione della libido su oggetti o ambiti non sessuali in senso genitale, che si sviluppa, ad esempio, nella fase sadico-anale o in quella edipica (spesso per il rifiuto a riconoscere il complesso di castrazione o l'invidia del pene o la sua assenza). In assenza di perversione si può sviluppare l'asessualità.
Secondo Freud, esempi di perversione, in questo ambito psicoanalitico, sono:
- l'omosessualità manifesta (l'omosessualità latente è presente, come bisessualità di fondo, in ogni essere umano come carattere naturale)[56];
- il feticismo (derivante da una scissione dell'Io)[54][56]
- il sadismo e il masochismo (in cui Eros e Thanatos sono fortemente contaminati fra loro)[53]

#### Freud e l'omosessualità
Freud, a differenza di quanto spesso si è detto, non ha mai definito l'omosessualità come una malattia psichica, né ha mai condannato gli omosessuali come anormali, anzi sosteneva che ogni essere umano nascesse intrinsecamente bisessuale, differenziandosi nelle preferenze solo successivamente. In una lettera scritta nel 1935 ad una madre che lamentava di avere un figlio omosessuale e chiedeva se fosse possibile "curarlo", lo psicoanalista rispose che 
 Rispondendo alla richiesta della donna, Freud aggiunge poi che una "terapia" per trattare l'omosessualità può essere possibile, ma che il risultato "non può essere previsto".

#### La sublimazione
La psicoanalisi permette, analizzando i sogni e le fantasie di scoprire queste fissazioni e avendo un buon rapporto di transfert con l'analista, di sublimare le pulsioni non accettabili in situazioni socialmente e umanamente accettabili: ad esempio chi ha una forte componente di pulsione di morte/distruzione e aggressività, anche dal punto di vista puramente sessuale (un "Eros" molto contaminato da "Thanatos", come accade nel masochismo e nel sadismo), può sublimare ciò scegliendo una professione in cui si usano armi o violenza in maniera accettata (es. militare, pugile) o violenza simulata o simboleggiata ma in realtà non vera (es. chirurgo, attore, gioco di ruolo, scrittore, regista ecc.). In questo modo la primitiva aggressività dell'Es viene temperata e controllata, senza che il Super-io reprima in maniera eccessiva, per annullarla, questa energia, provocando così le malattie psichiche, come la nevrosi, oppure le devianze (perversione, feticismo, asessualità), che provocano (questo per la psicoanalisi moderna vale per le nevrosi e secondariamente per le cosiddette devianze, se fuori controllo) la sofferenza dell'individuo e/o la sua disfunzionalità.

### Il sogno
Scrive Freud: "Nell'epoca che possiamo chiamare prescientifica gli uomini non avevano difficoltà nel trovare una spiegazione ai sogni.
Quando al risveglio ricordavano un sogno, lo consideravano una manifestazione favorevole od ostile di potenze superiori, demoniache e divine.
Allorché cominciarono a diffondersi le dottrine naturalistiche, tutta questa ingegnosa mitologia si mutò in psicologia, ed oggi solo un'esigua minoranza delle persone istruite dubita che i sogni siano un prodotto della mente del sognatore.

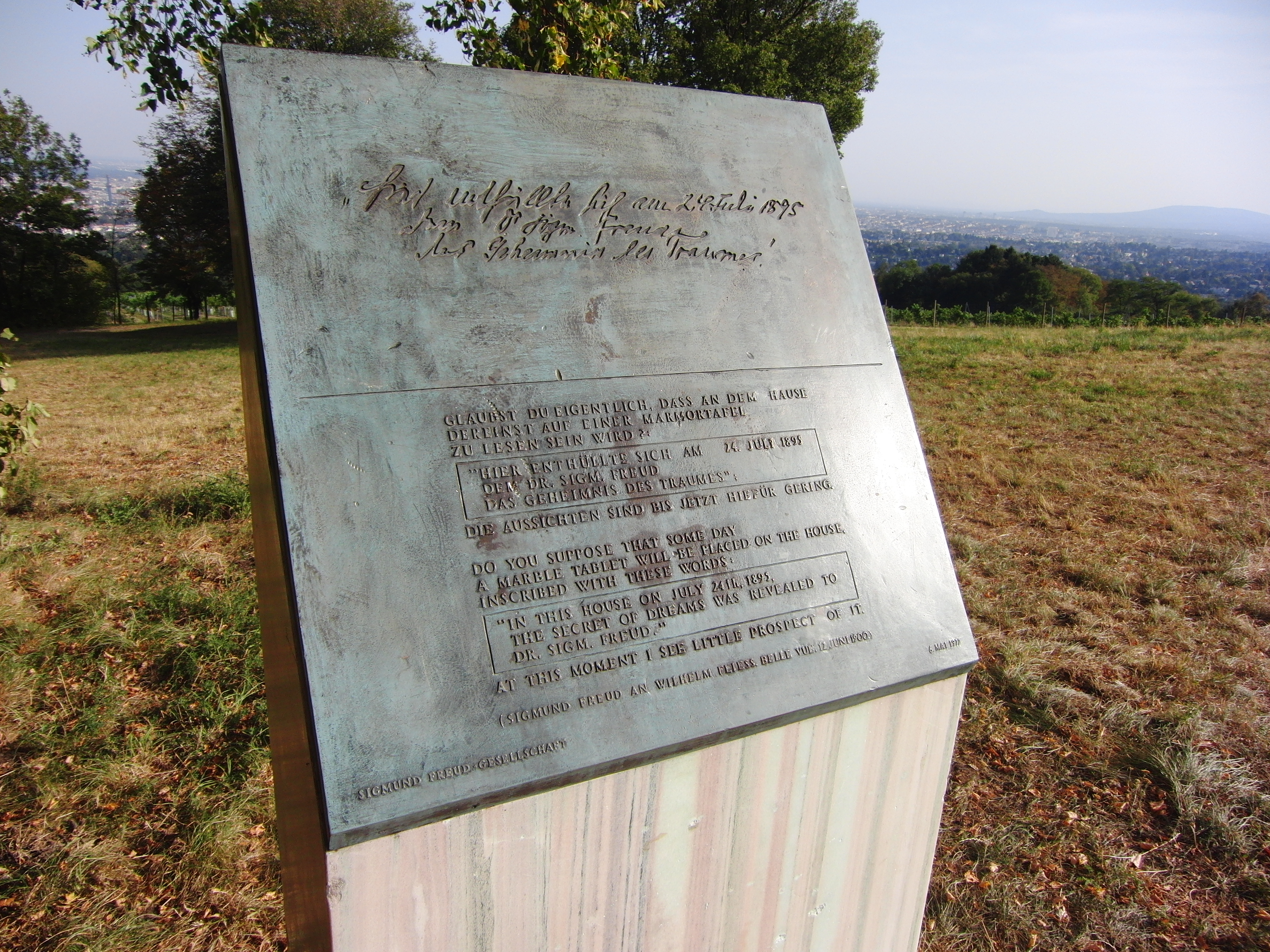
Targa commemorativa in ricordo del luogo in cui Freud cominciò L'interpretazione dei sogni, nei pressi di Grinzing, Austria.

Il problema è il significato dei sogni, problema che ha un doppio aspetto. In primo luogo esso indaga sul significato psichico del sognatore, sul nesso tra i sogni e gli altri processi mentali e su qualsiasi funzione biologica essi possano avere; in secondo luogo cerca di scoprire se i sogni possono essere interpretati, se il contenuto dei sogni individuali ha un 'significato', secondo quanto siamo abituati a trovare in altre strutture psichiche.
Nella valutazione del significato dei sogni si possono distinguere tre correnti di pensiero:
1. Una di queste, che riecheggia in un certo senso l'antica sopravvalutazione dei sogni, trova espressione negli scritti di certi filosofi. Essi ritengono che la base della vita onirica sia un particolare stato di attività mentale e si spingono tanto in là da acclamare quello stato come un'elevazione ad un livello superiore.
2. In netta opposizione è la maggioranza dei medici, i quali adottano un loro punto di vista secondo il quale i sogni raggiungono appena il livello di fenomeni psichici. Nella loro teoria gli unici istigatori dei sogni sono gli stimoli sensoriali e somatici, che colpiscono il dormiente dall'esterno oppure diventano casualmente attivi nei suoi organi interni.
3. L'opinione popolare è ben poco influenzata da questo giudizio scientifico, non si cura delle fonti dei sogni e sembra perseverare nella convinzione che nonostante tutto i sogni abbiano un significato, che si riferisce alla predizione del futuro e che può essere scoperto mediante un qualche processo di interpretazione di un contenuto che spesso è confuso ed enigmatico.

Al punto in cui siamo arrivati, siamo portati a considerare il sogno come una specie di sostituto dei processi di pensiero, pieno di significati ed emozioni, che ho scoperto dopo aver completato l'analisi. Non conosciamo la natura del processo che fa sì che il sogno venga generato da questi pensieri, ma possiamo vedere che è sbagliato considerarlo puramente fisico e privo di significato psichico, come un processo sorto dall'attività isolata di gruppi di cellule cerebrali destate dal sonno.
Il contenuto del sogno è un condensato dei pensieri che sostituisce, e l'analisi ha svelato come istigatore del sogno un fatto privo di importanza della sera precedente; difatti seguendo senza criteri le associazioni che sorgono da qualsiasi sogno, posso arrivare ad una successione di pensieri tra i quali appaiono gli elementi che costituiscono il sogno e che, questi pensieri, sono interrelati in maniera razionale e comprensibile.
Per contrapporre il sogno come viene trattenuto nella memoria, all'importante materiale scoperto analizzandolo, chiamerò il primo contenuto manifesto del sogno ed il secondo contenuto latente del sogno. La trasformazione dei pensieri onirici latenti nel contenuto onirico manifesto, merita una trattazione più specifica; sotto l'aspetto del rapporto tra il contenuto latente e il contenuto manifesto, i sogni si possono dividere in tre categorie:
1. In primo luogo possiamo distinguere sogni sensati e comprensibili, quelli, cioè, che possono essere inseriti senza ulteriori difficoltà nel contesto della nostra vita psichica. Ci sono numerosi sogni di questo tipo. Per la maggior parte sono brevi e in genere ci sembra che non meritino attenzione, poiché in esse non c'è nulla di sorprendente o di strano. Tra l'altro, la loro esistenza costituisce una efficace argomentazione contro la teoria secondo la quale i sogni derivano dall'attività isolata di gruppi separati di cellule del cervello.
2. Un secondo gruppo è costituito da quei sogni che, anche se sono coerenti in sé e posseggono chiaramente un senso, tuttavia hanno un effetto sconcertante, poiché non riusciamo ad inserire quel senso nella nostra vita psichica. Sarebbe questo il caso se, per esempio, sognassimo che un parente al quale vogliamo bene è morto di peste, mentre non abbiamo ragione di aspettarci una cosa simile, né di temerla o presumerla.
3. Il terzo gruppo, infine, comprende quei sogni che non hanno senso o sogni incomprensibili, che sembrano incoerenti, confusi e privi di significato. La stragrande maggioranza dei sogni presenta queste caratteristiche; e ad essi appunto si deve la scarsa considerazione in cui i sogni sono tenuti e la teoria medica secondo la quale sono il risultato di un'attività psichica limitata. È raro che manchino i segni più evidenti di incoerenza, particolarmente nelle composizioni oniriche di una certa durata e complessità.[66]

Un ripetersi di esperienze simili ci può spingere a sospettare che ci sia una relazione intima tra la natura incomprensibile e confusa dei sogni e la difficoltà di riferire i pensieri ad essa sottostanti. Nel caso dei sogni complicati e confusi di cui ci occupiamo ora, la condensazione e la drammatizzazione, da sole, non sono sufficienti a spiegare l'impressione di dissomiglianza tra il contenuto del sogno e i pensieri onirici.
Nel corso del lavoro onirico l'intensità psichica dei pensieri e delle rappresentazioni si trasferisce su altri pensieri e rappresentazioni che non dovrebbero essere così sottolineati; nessun altro processo contribuisce a nascondere il significato del sogno e a rendere irriconoscibile il nesso tra il contenuto del sogno e i pensieri onirici. Nel corso di questo processo chiamato spostamento onirico, l'intensità psichica - l'importanza o potenzialità affettiva del pensiero - viene trasformata in vivacità sensoriale. I sogni possono formarsi quasi senza alcun spostamento, sono quelli sensati e comprensibili; oppure sogni in cui non c'è un solo elemento dei pensieri onirici che abbia conservato il proprio valore psichico, o in cui tutto ciò che è essenziale nei pensieri onirici non sia stato sostituito da qualcosa di insignificante, e possiamo trovare una serie di casi intermedi tra questi due estremi (quanto più oscuro e confuso sembra un sogno, tanto più grande è la partecipazione del fattore spostamento alla sua formazione). Proprio il processo di spostamento non ci permette di scoprire o riconoscere i pensieri onirici nel contenuto del sogno, a meno che non comprendiamo il motivo di questa deformazione.
Tuttavia, i pensieri onirici vengono anche sottoposti ad un'altra specie di deformazione più debole, che rivela un'altra attività del lavoro onirico, facilmente comprensibile. Spesso ci colpisce l'insolita forma di espressione dei primi pensieri onirici che incontriamo con l'analisi; essi infatti non sono rivestiti del linguaggio banale di cui generalmente si servono i nostri pensieri, al contrario sono rappresentati simbolicamente per mezzo di paragoni e metafore, in immagini somiglianti a quelle del linguaggio poetico. Non è difficile spiegare la costrizione imposta alla forma di espressione dei pensieri onirici. Il contenuto manifesto dei sogni è costituito per la maggior parte da situazioni pittoresche, e di conseguenza i pensieri onirici devono prima di tutto essere sottoposti ad un trattamento che li renda adatti ad una rappresentazione di questo tipo. Se immaginiamo di dover affrontare il problema di rappresentare le argomentazioni di un articolo politico di fondo o i discorsi di un avvocato davanti alla corte in una serie di immagini, potremmo facilmente renderci conto delle modificazioni che il lavoro onirico deve necessariamente eseguire in base a considerazioni sulla rappresentabilità del contenuto del sogno".
Freud divise il processo di distorsione che affermava fosse applicato a desideri repressi per formare un sogno in quattro passaggi. È grazie a queste distorsioni che la manifestazione del contenuto dei sogni differisce enormemente dal sogno latente, ed è invertendo queste distorsioni che il contenuto latente è raggiunto.
Queste operazioni includono:
- Condensazione - un oggetto in un sogno può rappresentare diverse associazioni e idee; quindi "i sogni sono brevi, esigui e laconici, se confrontati con la gamma e la ricchezza dei pensieri onirici".
- Spostamento - il significato emotivo di un oggetto in un sogno è separato dalla sua reale definizione o contenuto e si aggrappa a una completamente diversa, che non desta il sospetto del "censore onirico".
- Visualizzazione - un pensiero è tradotto in un'immagine
- Simbolismo - un simbolo sostituisce un'azione, una persona o un'idea

A questo si potrebbe aggiungere un'"elaborazione secondaria", ovvero il risultato della naturale tendenza del sognatore a elaborare una sorta di “senso” o "storia" partendo dagli elementi manifesti. Freud, infatti, era abituato a sottolineare il fatto che cercare di "spiegare" una parte della manifestazione del contenuto con riferimenti ad altre parti non fosse solamente futile, ma in realtà anche ingannevole, come se la manifestazione del sogno costituisse in qualche modo un concetto unitario o coerente.
Freud pensava che l'esperienza di una sensazione di ansia in sogni e incubi fosse il risultato di fallimenti nel sistema dei sogni: più che contraddire la teoria della "realizzazione di un desiderio", un fenomeno del genere dimostrava come l'ego reagisse alla comprensione di desideri rimossi che erano troppo potenti e insufficientemente mascherati. I sogni traumatici (dove il sogno ripete solamente l'esperienza traumatica) vennero infine considerati eccezioni alla teoria.
Freud descrisse l'interpretazione psicoanalitica dei sogni come "la via regia che conduce alla conoscenza delle attività incoscienti della mente"; egli era però solito esprimere insoddisfazione nei confronti del modo in cui le sue idee sul tema venivano interpretate, qualora esse non venissero comprese.
Scrive, a questo proposito: "L'affermazione che tutti i sogni richiedano un'interpretazione sessuale, contro la quale i critici infieriscono così incessantemente, non si verifica da nessuna parte nella mia "Interpretazione dei sogni"... ed è in evidente contraddizione con altri punti di vista espressi in essa."
In un'altra occasione, egli suggerì che le capacità individuali di riconoscere la differenza tra contenuto latente e manifesto del sogno "sarebbe probabilmente andata al di là della capacità di comprensione della maggior parte dei lettori della mia 'Interpretazione dei Sogni'".
Per concludere, l'importanza del sogno come via per l'inconscio è sintetizzata dal significato e dall'aspetto che molti sogni hanno: sono una psicosi temporanea e solitamente innocua e una rappresentazione accettabile di una fantasia o impulso non accettato dall'Io cosciente, mascherato con elementi della vita quotidiana e della fantasia.

### La psicoanalisi "freudiana" e la sua evoluzione
La formazione di Freud era di tipo medico. Per questo egli ha coerentemente dichiarato che i suoi metodi e le sue conclusioni di ricerca erano "scientifici". Tuttavia, la sua ricerca così come la pratica sono state messe in discussione da diversi studiosi. Inoltre, sia i critici sia i seguaci di Freud hanno osservato che l'affermazione di base secondo la quale molti dei nostri pensieri e delle nostre azioni coscienti siano motivati da paure e desideri inconsapevoli sfida esplicitamente le principali concezioni sulla mente fino ad allora elaborate.
In ambito sia psicologico sia psichiatrico sono state elaborate numerose evoluzioni della metapsicologia e della teoria della tecnica freudiana (ad esempio, nelle varietà di modelli e forme di psicoterapia psicodinamica), mentre altri autori hanno rifiutato il modello della mente proposto da Freud pur adottando spesso alcuni elementi del suo metodo terapeutico, specialmente nel privilegiare il colloquio clinico con il paziente come parte dell'intervento terapeutico.
Freud ha esplorato l'abisso dell'Inconscio, portandone alla luce anche gli angoli più oscuri, mettendo in crisi le placide certezze della cultura occidentale, che cercava di esorcizzare la paura della Morte e dell'ignoto ponendo l'uomo al centro di un mondo che sembra modellarsi sulle sue esigenze.

### Freud e gli studi neuropsichiatrici
Un altro degli interessi considerati minori di Freud era la neurologia. Fu uno dei pionieri delle ricerche sulla paralisi cerebrale e pubblicò numerosi documenti medici sull'argomento. Dimostrò anche, precedendo altri ricercatori suoi contemporanei che iniziavano lo studio sugli stessi argomenti, l'esistenza della neuropatia. Affermò che William John Little, il quale per primo identificò la paralisi cerebrale, aveva torto nell'inferire che la mancanza d'ossigeno durante il parto fosse causa della malattia. Suggerì, invece, che le complicazioni del parto fossero solo un sintomo del problema. Egli sosteneva che la psichiatria, la psicologia, la psicoanalisi e la neurologia fossero collegate: l'inconscio e le sue problematiche erano la rappresentazione teorica di un problema fisico, anticipando così la visione della psichiatria biologica e il ruolo dei neurotrasmettitori nella genesi della patologie mentali. In particolare la genetica, l'anatomia e la neurologia stabilirono che nel cervello umano sono presenti zone più antiche e istintive, come l'Es freudiano, ad esempio l'amigdala, e zone più razionali, come il Super-io, ad esempio i lobi frontali e in generale la corteccia cerebrale. Solo alla fine degli anni 1980 le speculazioni neurologiche di Freud sono state confermate dalle ricerche di neuropsichiatria più avanzate.

## Freud e la filosofia
Oltre ai seguenti, precursori filosofi o artistici delle idee di Freud sono riconosciuti anche Blaise Pascal, Baruch Spinoza, Gottfried Wilhelm Leibniz, Jean-Jacques Rousseau, Immanuel Kant, Johann Goethe, Friedrich Schiller, Denis Diderot, Francisco Goya, il marchese de Sade e Johann Heinrich Füssli. Filosofi accostati direttamente al pensiero freudiano sono poi Empedocle, Arthur Schopenhauer e Friedrich Nietzsche.

### Empedocle
Da Empedocle Freud trae il dualismo Amore/Odio (altrimenti dette "Concordia" e "Discordia"), che egli trasforma in quello Eros/Thanatos.
Infatti, se per Empedocle "Concordia" è la forza che unisce i 4 eidola (acqua, aria, terra, fuoco) permettendo al cosmo di originarsi, mentre "Discordia" è la forza che li separa disfacendo l'universo, per Freud Eros è la pulsione psichica tendente all'amore, alla sessualità, alla riproduzione e alla vita in generale mentre Thanatos è la pulsione tendente alla distruzione (di sè e degli altri) e alla morte.

### Schopenhauer

Arthur Schopenhauer

Arthur Schopenhauer individua nella Volontà la forza che ci fa vivere e perpetuare la specie, a cui egli contrappone il distacco e l'ascesi; sebbene le conclusioni siano differenti, la Volontà può essere assimilata alla forza sessuale, la libido descritta da Freud, altrettanto vis a tergo che ci spinge ciecamente così come pure la "volontà di potenza" nietzscheana: «Da un bel po' infatti il filosofo Arthur Schopenhauer ha fatto vedere agli uomini in qual misura tutte le loro azioni e aspirazioni sono determinate da desideri sessuali - nel senso abituale della parola - e tutto un mondo di lettori non dovrebbe scordare troppo facilmente quell'insegnamento cosí avvincente!»  Se rimasta fissata e non usata a scopo sessuale, crea le nevrosi o la perversione. Inoltre Schopenhauer riprende concetti delle religioni orientali, in particolar modo buddisti, come il Nirvana, la cessazione delle passioni: anche Freud usa a volte il termine, in senso psicologico, ad esempio in Al di là del principio di piacere (1920) e nel Compendio di psicoanalisi (1938).

### Nietzsche

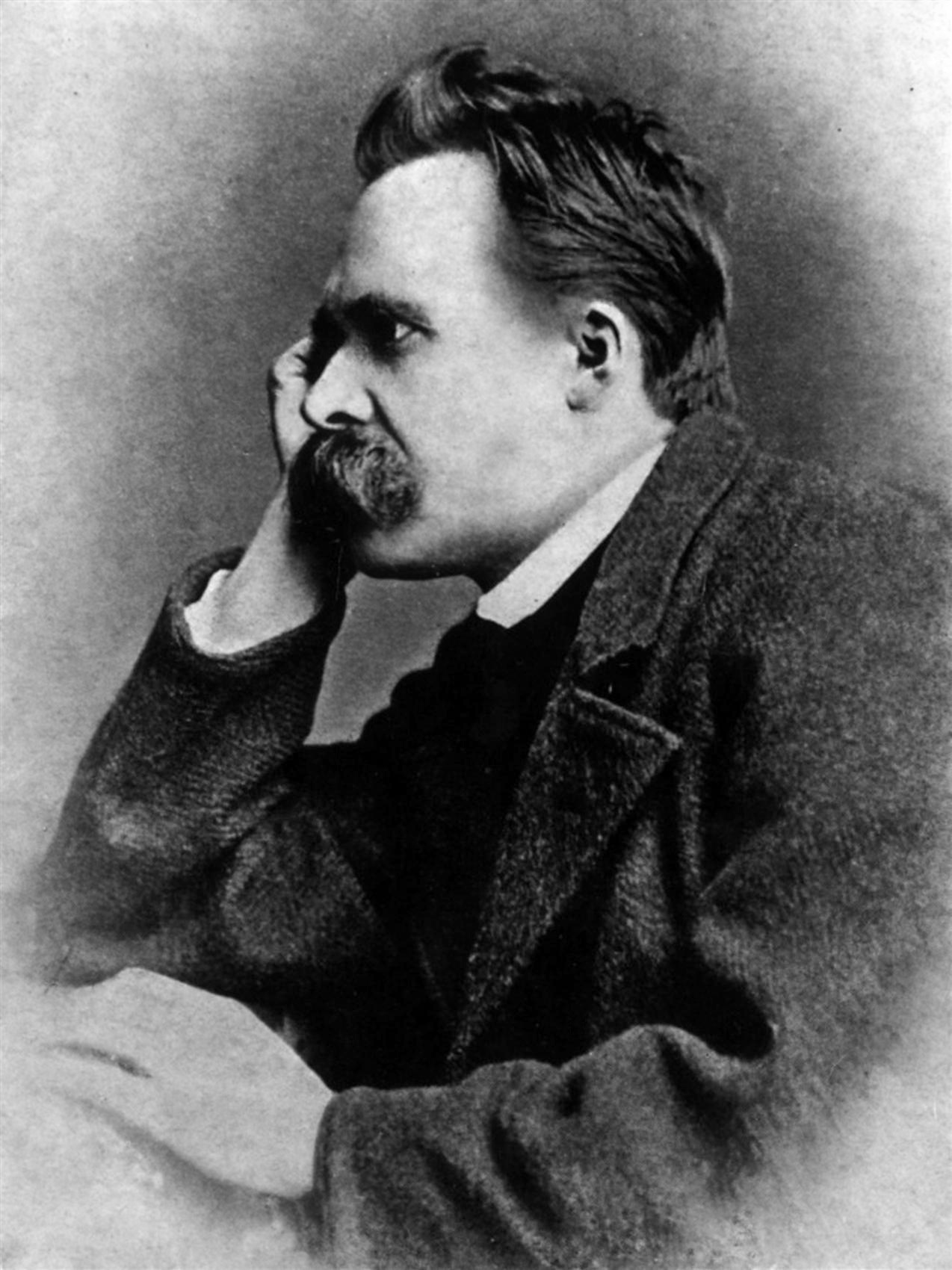
Friedrich Nietzsche

Friedrich Nietzsche, partendo dal concetto greco del "conosci te stesso e diventa ciò che sei" e portando il sapere umano al livello psichico (scrisse infatti che «"conosci te stesso" è tutta la scienza.»), fu precursore d'una epistemologia e gnoseologia naturalista della conoscenza, intesa come prodotto di capacità acquisite in modo evolutivo. Speculazione psicofilosofica che lo portò per primo a penetrare e descrivere i processi inconsci alla base e da cui emerge, come la cima d'un iceberg, la coscienza umana con le sue inclinazioni volitive e cognitive: «Secondo l'ambiente e le condizioni della nostra vita, un istinto emerge come il più stimato e dominante; in particolare, pensiero, volontà e sentimento si trasformano in suoi strumenti».
Anche la sua Volontà di potenza dionisiaca è avvicinata ad una forza irresistibile quale la libido, che la razionalità del socratismo, dominante nella cultura occidentale, cerca di soffocare. Inoltre Freud riprende il tema della morte di Dio proclamata dal filosofo tedesco ne La gaia scienza e nel Così parlò Zarathustra.

### Il Novecento
Attraverso il pensiero di Freud, il concetto di uomo e della sua personalità acquisisce una precisa connotazione in ambito filosofico. La grande rivoluzione da lui operata, nella civiltà e nella cultura contemporanea, riguarda essenzialmente il tentativo di indagare in maniera profonda l'enorme complessità dell'animo umano e in particolare le possibilità d'inganno o d'autoinganno della coscienza. Proprio la scoperta freudiana dell'inconscio -e di tutte le sue inevitabili conseguenze- ha determinato uno dei grandi travolgimenti ideologici cui il Novecento ha dovuto far fronte. Tramite la psicoanalisi, Freud ha proposto una nuova antropologia, in cui il soggetto non viene più considerato un essere esclusivamente razionale - come sostenuto dall'Idealismo e in particolar modo da Georg Wilhelm Friedrich Hegel - ma, piuttosto, un'entità caratterizzata anche da una dimensione puramente istintuale.
Proprio per questa ragione, Freud rientra tra quei maestri del sospetto - così denominati dal filosofo francese Paul Ricœur - insieme a Friedrich Nietzsche e Karl Marx. «Marx, Nietzsche e Freud: [...] questi tre maestri del sospetto non sono tre maestri di scetticismo. Certamente sono tre grandi "distruttori", e tuttavia anche questo non deve farci sentire perduti; la distruzione, dice Heidegger in Sein und Zeit, è un momento di una fondazione del tutto nuova. La "distruzione" dei mondi retrogradi è un compito positivo, ivi compresa la distruzione della religione»; «Il processo del nichilismo non ha raggiunto la sua conclusione, forse neppure il suo culmine: il lavoro del lutto [che spodesta gli idoli degli] dèi morti non è ancora terminato.»

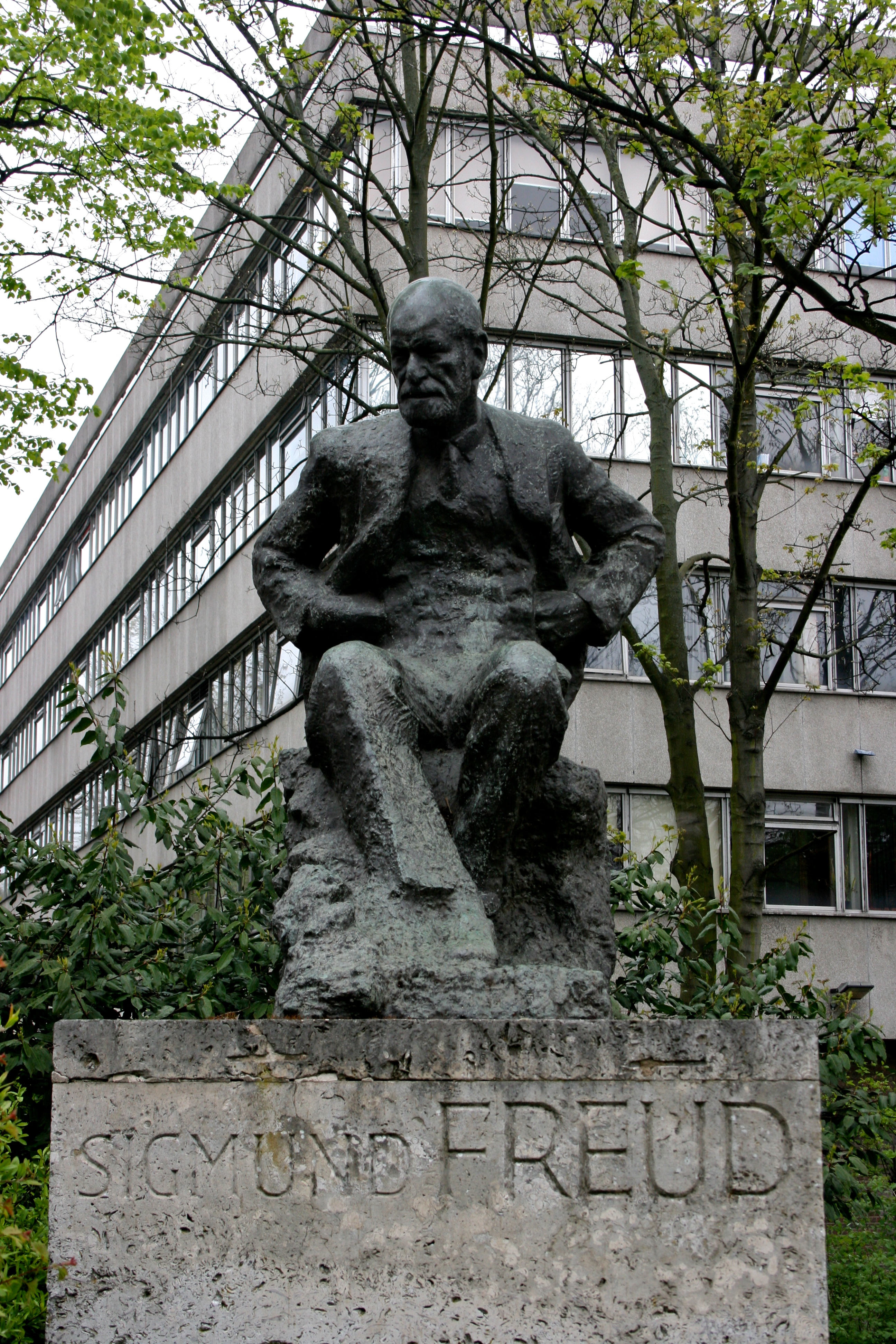
Statua di Freud a Londra

## La nevrosi collettiva
(da Il disagio della civiltà)
Freud orientò anche i suoi studi sull'antropologia e sul totemismo, sostenendo che il totem riflette la codificazione di un complesso di Edipo relativo alla tribù. Il disagio della civiltà, uno degli ultimi libri di Freud, dedicato all'applicazione delle teorie psicoanalitiche alla società, riprende concetti espressi anche in Totem e tabù, Psicologia delle masse e analisi dell'Io e L'avvenire di un'illusione. Il concetto di nevrosi collettiva, riprende ma in senso molto diverso alcune idee già presentate da Jung (inconscio collettivo).
Vengono presentate alcune idee sociologiche oggi abbastanza accettate ed altre più discutibili. Un esempio del primo tipo è il fatto che la repressione della libido da parte della società sia fonte del disagio che ci colpisce e che ci fa sentire limitati, in quanto privati delle soddisfazioni di cui necessitiamo. Freud fa risalire tutto questo alla sua storica contrapposizione tra Io e Super-Io, identificando nel Super-io la morale sociale che avvilisce l'Io. Il problema della conflittualità interiore alla psiche umana, certo non nuovo nella filosofia occidentale, era stato già posto in termini molto simili - e con la stessa denominazione di "cattiva coscienza" - da Nietzsche nella Genealogia della morale: per entrambi la "civiltà" è riuscita a rendere mansueto un uomo altrimenti aggressivo, limitando le sue pulsioni distruttive ed antisociali, che non possono però essere completamente eliminate. Queste vengono altresì rese pericolosamente capaci di sfogarsi solamente contro il soggetto stesso; Freud adatta questa riflessione nietzscheana alla Seconda topica, ed arriverà perciò a fare del Super-io l'istanza repressiva, di controllo, che la società ha "inserito" nella stessa psiche dell'uomo.

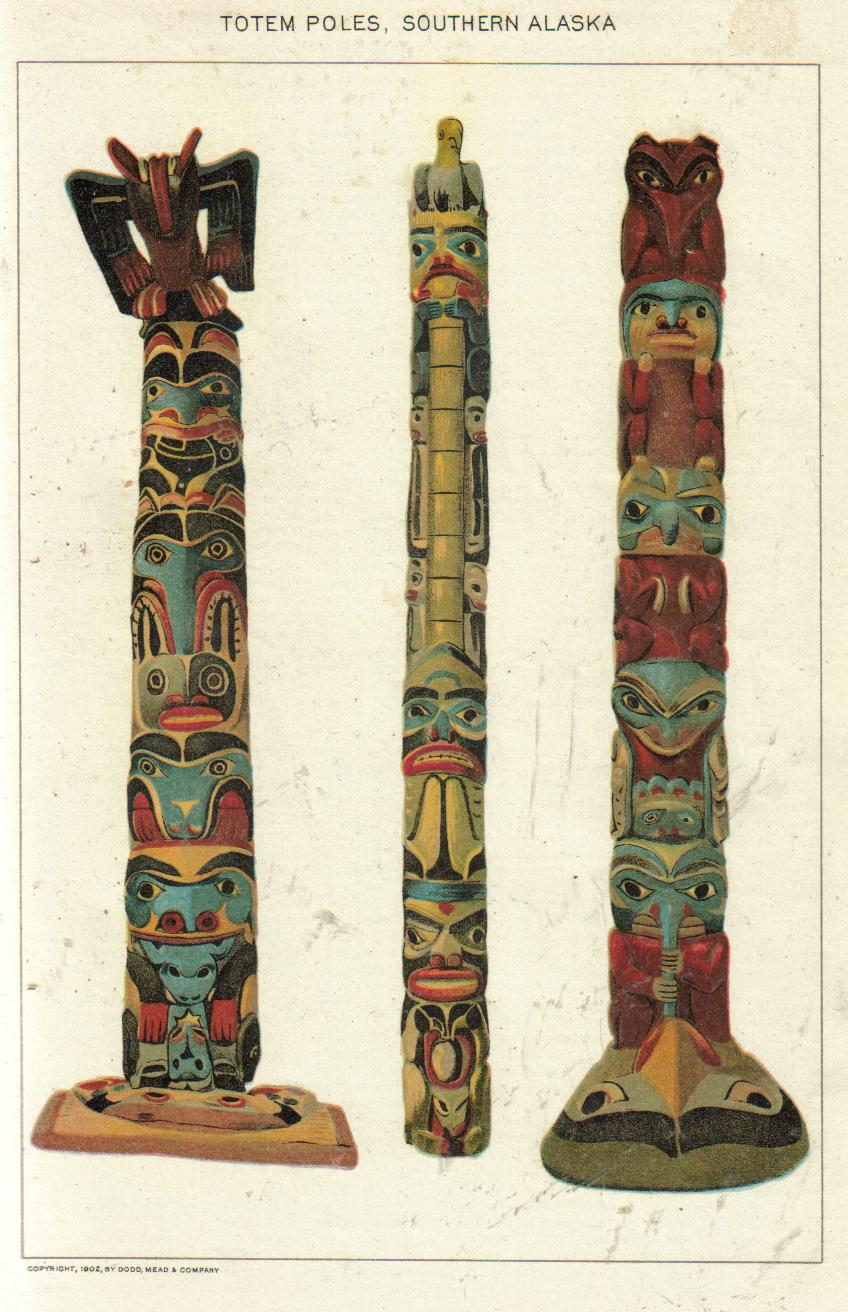
Disegno di alcuni totem

Il Super-io ha dunque la funzione di limitare, in senso moralista, sia alcune pulsioni sessuali - portando l'individuo alla nevrosi nel caso in cui lo faccia con eccessiva rigidezza - sia l'aggressività umana, in quanto Freud condivide quel filone pessimista dell'antropologia che può essere condensato nella formula "homo homini lupus" già usata da Hobbes. Freud polemizzerà difatti anche con la concezione di origine rousseuiana del buon selvaggio, in quanto nell'uomo vi sono innegabili spinte aggressive, talvolta fini a sé stesse.
In senso più filosofico che psicologico, tutto il disagio collettivo viene invece fatto risalire ad una forma di primordiale peccato originale, di cui tutti gli individui serbano traccia. Il peccato è quello della prima tribù di uomini ("orda primordiale"), in cui un solo capo comandava con la forza e possedeva tutte le donne del clan (patriarcato). Il dispotismo di questo padre-capo accrebbe così tanto l'odio degli altri membri, suoi figli, che essi lo uccisero e lo mangiarono, risentendone poi il senso di colpa ed il rimorso. Ebbene, secondo Freud tutti noi inconsciamente serbiamo traccia di questo ancestrale parricidio, di questo complesso di Edipo collettivo.
Secondo Freud sta qua l'origine inconscia della religione, che il padre della psicoanalisi, a differenza di Jung, considera solamente una nevrosi ossessiva di massa. Il primo risultato è il totem: è il simbolo del padre mitico, l'animale da venerare e non mangiare; questo tranne in determinate occasioni, in cui si rinnova il pasto o banchetto totemico; questa pratica si trasmise tramite le varie religioni dove Dio è solamente un padre elevato all'ennesima potenza, fino al cristianesimo dove il Figlio si sacrifica, per espiare la colpa, al Padre e viene esso stesso mangiato nell'Eucaristia; per Freud l'ebraismo (sulla religione dei suoi antenati scrisse L'uomo Mosè e il monoteismo) e il cristianesimo sono la prova vivente della sua teoria. Il secondo risultato è il tabù dell'endogamia, ovvero l'obbligo dell'esogamia, cioè prendere moglie fuori dalla famiglia e dal clan per evitare l'incesto che, oltre che dannoso, offende la memoria del padre primordiale, solo padrone delle donne della tribù.
Il disagio della civiltà, edita nel 1929, è invece nobile interprete delle oscure riflessioni sulla natura umana che, in seguito alla Grande Guerra e alla Grande depressione, tormentarono i circoli culturali. L'uomo decade da valoroso patriota e lavoratore a "lupo parricida". I valori sono così ridotti a convenzioni, peraltro disagevoli. Freud fa del "Disagio della civiltà" il manifesto delle più tetre e disilluse analisi.
Ecco alcune citazioni del capitolo sui sentimenti religiosi:
Prosegue poi:
Freud poi aggiunge:

## Controversie
Il dibattito interno ed esterno rispetto alle teorie psicoanalitiche è stato sempre piuttosto acceso. Questi dibattiti hanno spesso permesso di sviluppare ed articolare la teorizzazione freudiana originaria, facilitando l'evoluzione della psicoanalisi dagli originari modelli pulsionalisti ai più recenti modelli relazionali. Dalla psicoanalisi e dai numerosi rami che da essa si dipartono, hanno inoltre avuto origine diverse e disparate teorie psicologiche e filosofiche.

### Metodologiche
(Karl Kraus)
Per quanto riguarda l'efficacia psicoterapeutica della psicoanalisi il dibattito è stato molto forte ed ha visto posizioni spesso contrapposte.
In Francia, l'Institut national de la santé et de la recherche médicale (l'organismo pubblico francese dedicato alla salute e alla ricerca medica) ha pubblicato nel 2004 l'expertise collettiva "Psychothérapie: Trois approches évaluées", una rassegna critica di studi clinici e di meta-analisi precedenti, in cui veniva valutata l'efficacia di tre diversi approcci psicoterapeutici, fra cui quello di ispirazione psicoanalitica.
Gli otto esperti che hanno realizzato tale rapporto provenivano da indirizzi diversi di psicologia clinica, sei di loro erano stati psicoanalizzati e uno era uno psicoanalista lacaniano. Lo psichiatra e psicoterapeuta Jean Cottraux, uno di questi otto autori, riassume le caratteristiche e i risultati dell'expertise nel modo seguente: "[...] il rapporto INSERM non si occupava della psicoanalisi nel senso stretto del termine, esso valutava l'efficacia delle terapie psicoanalitiche brevi, della terapia familiare [di vari indirizzi] e delle terapie cognitivo-comportamentali. Le sue conclusioni erano particolarmente misurate. Erano stati studiati sedici disturbi. Le terapie cognitivo-comportamentali hanno dimostrato un effetto positivo in quindici disturbi su sedici, le terapie familiari in cinque disturbi su sedici, le psicoterapie psicodinamiche d'ispirazione psicoanalitica in un solo disturbo su sedici. Si trattava di disturbi della personalità in cui anche le TCC (sigla che sta per "terapie cognitivo-comportamentali") hanno dimostrato la loro efficacia. Erano proposte indicazioni precise per ciascun disturbo, il che permetteva alle diverse correnti di dividersi il terreno in funzione dei loro poli di eccellenza. Il rapporto consentiva così ai pazienti di compiere una scelta informata. Le terapie psicoanalitiche brevi venivano considerate una buona indicazione in almeno il 30% delle domande di psicoterapia che provenivano da pazienti affetti da un disturbo di personalità isolato o associato alla depressione, o da un disturbo ansioso.
Il filosofo francese Paul Ricœur ha fatto anche notare che Freud non è così neutrale nel suo metodo. Egli aderisce fin dall'inizio dei suoi studi alla filosofia del positivismo, in particolare alla Weltanschauung scientista, che proponeva una concezione meccanicistica dell'uomo. L'uomo nella psicoanalisi è simile a una macchina guidata dai suoi istinti (libido in particolare), dunque, sempre secondo Ricoeur, non sono rispettate né la sua libertà né la sua responsabilità.

### Epistemologiche

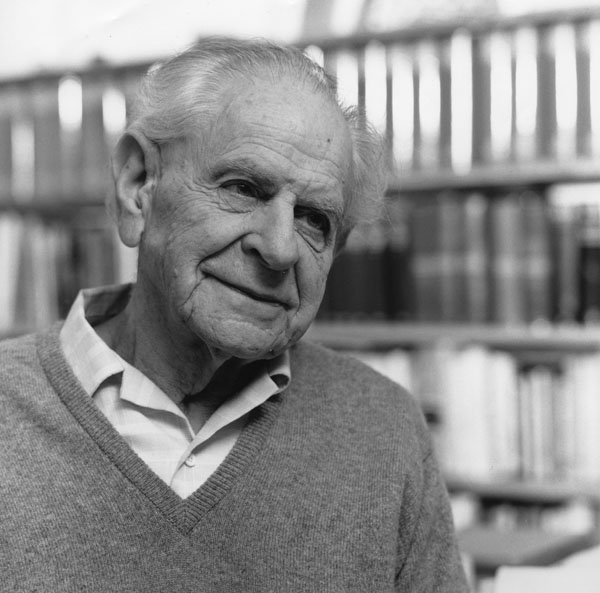
Karl Popper (1980)

Una critica all'impianto psicoanalitico freudiano fu formulata dal filosofo della scienza Karl Popper, che annoverava la psicoanalisi e il materialismo storico marxista fra quelle discipline "non passibili di smentita" e perciò, a suo parere, non scientifiche. Il logico e filosofo Ludwig Wittgenstein (1889-1951), ad esempio, sostenne che la psicoanalisi fosse: "una mitologia che ha molto potere", criticando nello specifico il procedimento della libera associazione delle idee, considerato oscuro, "perché Freud non chiarisce mai come possiamo sapere dove fermarci, dove la soluzione sia giusta" La psicoanalisi mancherebbe di falsificabilità, ovvero di un'affermazione che se smentita con metodo scientifico, fa crollare l'edificio. I freudiani ribattono che tale affermazione è il complesso di Edipo, ritenuto vero e "pilastro" della psicoanalisi.

### Sessuologiche e critiche da altri psicoanalisti
Le prime critiche a Freud riguardarono la teoria dell'eziologia sessuale delle nevrosi, che Freud definiva il "dogma della psicoanalisi" e che, all'epoca, suscitava scandalo. In effetti, il modello sessuale-pulsionalista fu in seguito criticato anche da alcuni seguaci di Freud; Alfred Adler, per esempio, propose di sostituirlo con una teoria della volontà di potenza di derivazione nietzschiana; Carl Gustav Jung elaborò una teoria della libido intesa come energia psichica più generale, e non necessariamente ridotta a "forza sessuale"; Rudolf Allers cercò il fondamento di una psicologia integrale nell'antropologia di Tommaso d'Aquino.

### Femministe
Anne Koedt, femminista statunitense, pubblicò nel 1968 il saggio The Myth of the Vaginal Orgasm ("Il mito dell'orgasmo vaginale"), un testo reputato molto scandaloso all'epoca, nel quale attaccò il fondamento della teoria freudiana sulla sessualità femminile, ossia l'idea che una giovane divenga realmente donna sessualmente adulta quando abbandoni l'orgasmo clitorideo, ottenuto con la pratica della masturbazione, in favore dell'orgasmo vaginale, che sarebbe provocato dalla penetrazione maschile. Freud affermava nel suo libro "Tre saggi sulla teoria sessuale" (1905) la presenza di due orgasmi femminili, quello clitorideo e quello vaginale. In realtà, studi scientifici sessuologici dimostrano che la donna possiede solamente il clitoride come organo sessuale femminile che causa l'orgasmo; Freud sosteneva che la frigidità femminile - l'incapacità di raggiungere l'orgasmo vaginale - era una forma di nevrosi, riconducibile a una fissazione alla fase puberale. Freud sosteneva inoltre che l'analista donna dovesse riconoscere la regola psicoanalitica dell'invidia del pene, altrimenti non l'avrebbe applicata con le pazienti, danneggiando la terapia.

### Neuropsichiatriche
Lo psichiatra statunitense Allan Hobson respinge l'idea che i sogni esprimano necessariamente significati profondi o nascosti. A suo parere, l'opera di Freud L'interpretazione dei sogni è infondata. Secondo i suoi studi, i sogni sono creati quando gli impulsi neuronali generati casualmente dal tronco encefalico raggiungono la corteccia cerebrale durante il sonno REM. La corteccia tenta di dare un senso agli input casuali che sta ricevendo, e questa genera i sogni.

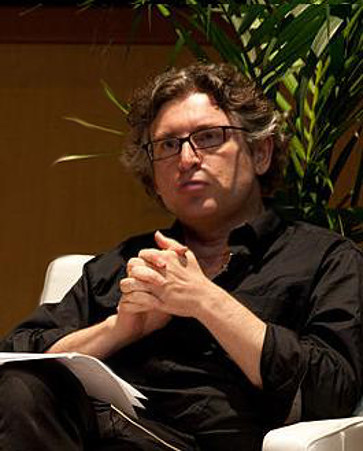
Michel Onfray

### Critiche alla persona di Freud
Freud era stato, per un periodo della sua vita, consumatore ed estimatore di cocaina e uno sviluppatore della teoria e della pratica delle nevrosi nasali riflesse d'accordo con Wilhelm Fliess. Emma Eckstein, infatti, subì un disastroso intervento chirurgico al naso ad opera di Fliess.
Il filosofo francese anarco-edonista Michel Onfray nel libro Crepuscolo di un idolo. L'affabulazione freudiana ha attaccato duramente Freud - e secondariamente la psicoanalisi - accusando lo psicoanalista di essere antisemita (nonostante egli stesso avesse subito le persecuzioni naziste in quanto ebreo), evasore fiscale, fascista (per via della dedica citata) e tossicodipendente. Onfray ritiene inoltre che Freud abbia riutilizzato concetti non suoi (ad esempio di Nietzsche), e si sia appropriato della psicoanalisi a partire dal lavoro con Charcot, inoltre che la scienza psicoanalitica si debba in realtà al lavoro del contemporaneo Pierre Janet. Un'accusa è quella di aver lottato contro l'allievo Wilhelm Reich perché comunista, e in un primo tempo aver pensato di essere accondiscendente e apolitico verso il nazismo, perché l'Istituto Goering permettesse alla psicoanalisi di non essere bandita dalla Germania.
Critica poi i freudiani di sinistra, come i freudomarxisti (come Wilhelm Reich, a cui per altri aspetti si è rifatto).

Il libro ha suscitato dure critiche e lunghe polemiche da parte dei freudiani e da intellettuali di sinistra radicali che avevano applaudito opere come il Trattato di ateologia, ma anche da intellettuali di altre aree politiche, come Bernard-Henri Lévy, filosofo ebreo che ha respinto le accuse di antisemitismo rivolte a Freud.
In risposta al libro di Onfray, Élisabeth Roudinesco pubblica nello stesso anno il libro Mais pourquoi tant de haine? in cui l'autrice spiega in che modo la maggior parte delle tesi sostenute da Onfray contro Freud siano del tutto infondate e la sua documentazione sia o non attendibile oppure soggetta ad arbitrarie forzature.

## Nella cultura di massa
Freud ha esercitato enorme influenza sulla cultura di massa e sulla cultura pop, ma anche sull'intera visione del mondo umana, in particolare su quella del XX secolo, paragonabile a pochi altri (come Karl Marx, Friedrich Nietzsche e Charles Darwin). 
Nella cultura di massa è citato innumerevoli volte; Tra queste citazioni si ricordano:
- Woody Allen cita spesso Freud e la psicoanalisi nei suoi film.
- Nel film Le vie del Signore sono finite di Massimo Troisi, il medico curante del protagonista invia lettere a Freud per illustrargli il caso; le lettere, però, vengono cestinate da una cameriera che, memore della sconfitta dell'Austria nella ancora recente prima guerra mondiale, ha in odio gli italiani.
- Nel 1990 a Freud è stato dedicato un concept album da Eric Woolfson ed Alan Parsons dal titolo Freudiana. Nel 1991 Woolfson ha pubblicato un album live dallo stesso titolo.
- Nel libro Il cimitero di Praga (2010), Umberto Eco inserisce Freud tra i personaggi conosciuti dal protagonista il quale, non conoscendo l'esatto modo di scrivere il nome del giovane psicoanalista, nei suoi diari lo cita erroneamente con il nome "Froïde": In quegli anni (mi pare che fosse l'Ottantacinque o l'Ottantasei) da Magny avevo conosciuto quello che continuo a ricordare come il dottore austriaco (o tedesco). Ora mi torna alla mente il nome, si chiamava Froïde (credo si scriva così), un medico sulla trentina, che certamente veniva da Magny solo perché non poteva permettersi di meglio, e che stava facendo un periodo di apprendistato presso Charcot. Freud viene citato alla fine del romanzo come l'artefice della guarigione del protagonista.
- Nel film Tutta colpa di Freud.
- Nel romanzo di Italo Svevo La coscienza di Zeno, il personaggio del dottor S. allude a Freud e ad altri psicoanalisti dell'epoca, anche se il medico in questione non è un vero e proprio psicoanalista (e da taluni è ritenuto la proiezione dell'autore).[98]
- Nel romanzo La scelta di Sigmund, scritto nel 2016 dall'italiano Carlo Martigli, il protagonista è proprio Sigmund Freud che, in una Roma del 1903 (dove il neurologo visse realmente per alcuni mesi), si ritrova ad aiutare le autorità a risolvere un caso di omicidio-suicidio.
- Nel brano di Nek intitolato Freud, cantato assieme al rapper J-Ax e pubblicato il 31 marzo 2017, è citato molto spesso all'interno delle strofe, ma in gran parte del ritornello nella frase Freud è uno di noi!.
- Nel film Sogni d'oro (1981) di Nanni Moretti, il protagonista Michele Apicella sta girando un film intitolato "La mamma di Freud" in cui il fondatore della psicoanalisi (interpretato da Remo Remotti) appare come un adulto-bambino, che telefona a Jung, detta le proprie memorie alla figlia, fa le bizze con sua madre, pestando i piedi e strillando con voce infantile.[99]

### Film sulla vita di Freud
- Freud - Passioni segrete (Freud), regia di John Huston (1962)
- Le fil rouge, regia di Robert Crible - film TV (1968)
- Der junge Freud, regia di Axel Corti - film TV (1976)
- Berggasse 19, regia di Ernst Hausman - film TV (1979)
- The Secret Diary of Sigmund Freud, regia di Danford B. Greene (1984)
- A Beginners Guide to Freud, regia di Stacy Marking - film TV (1989)
- Ich hiess Sabina Spielrein, regia di Elisabeth Márton (2002)
- Young Dr. Freud, regia di David Grubin - documentario TV (2002)
- Princesse Marie, regia di Benoît Jacquot - film TV (2004)
- Mahler auf der Couch, regia di Felix O. Adlon e Percy Adlon (2010)
- A Dangerous Method, regia di David Cronenberg (2011)
- Freud on Freud, regia di Daniel Blake (2016)
- Il tabaccaio di Vienna, regia di Nikolaus Leytner (2018)
- Freud, serie televisiva diretta da Marvin Kren (2020)

## Pazienti di Freud

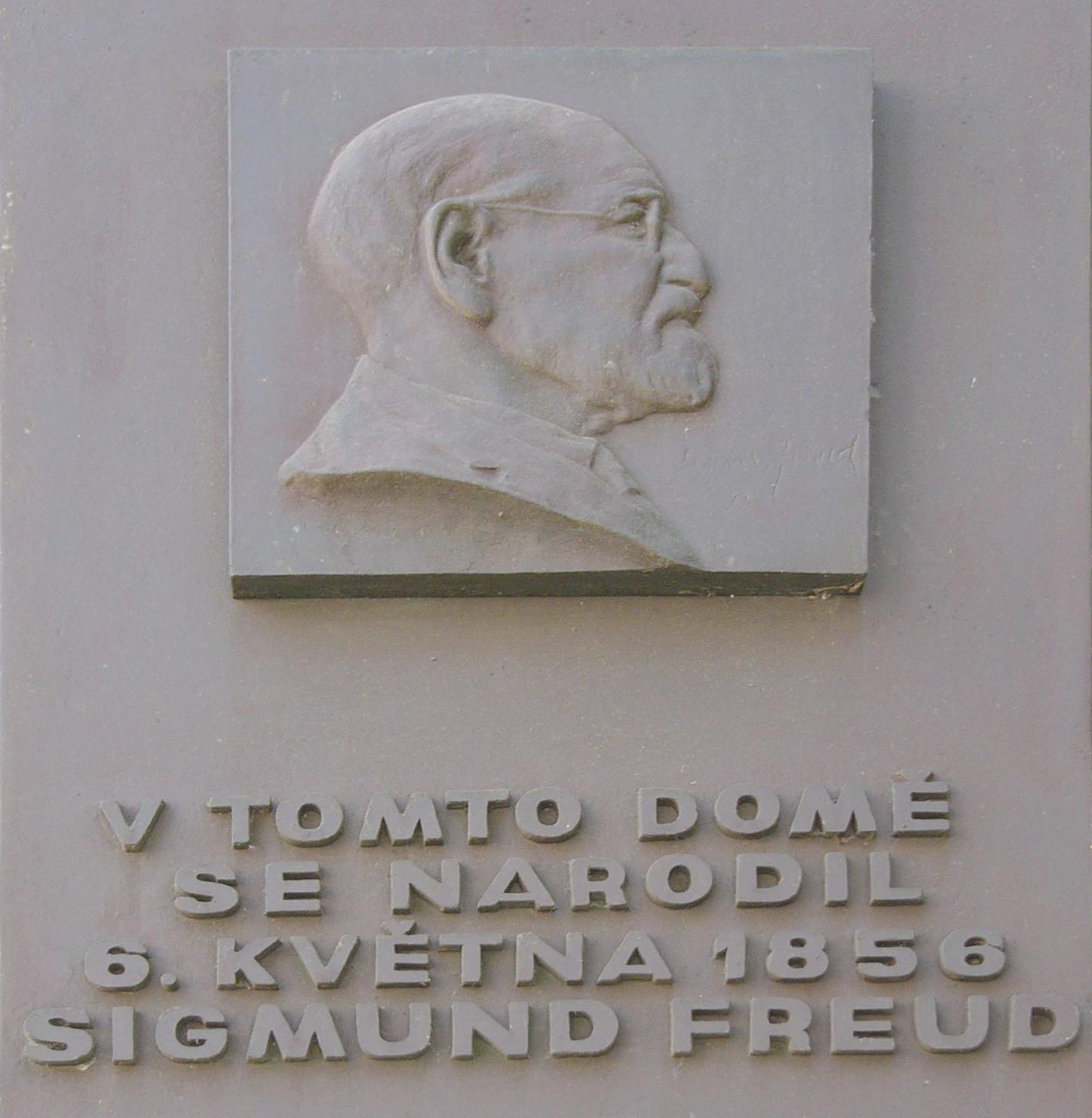
Memoriale dedicato a Freud

Pazienti che compaiono negli studi di Freud, con gli pseudonimi usati e i relativi nomi reali:
- Anna O. = Bertha Pappenheim (1859-1936)
- Laszlo Schmendrick = Matty G. (1895-?)
- Cäcilie M. = Anna von Lieben (1847-1900)
- Dora = Ida Bauer (1882-1945) - isteria
- Frau Emmy von N. = Fanny Moser (1872-1953)
- Fräulein Elizabeth von R. = Ilona Weiss (1867-?)
- Fräulein Katharina = Aurelia Kronich
- Fräulein Lucy R.
- Il piccolo Hans = Herbert Graf (1903-1973)
- L'uomo dei topi = Ernst Lanzer (1878-1914) - nevrosi ossessiva (secondo Freud casi di difficile soluzione con il metodo psicoanalitico)
- L'uomo dei lupi = Sergej Costantinovič Pankëevjeff (1886-1979) - nevrosi infantile
- H.D. (Hilda Doolittle, 1886-1961), in analisi nel 1933
- Emma Eckstein (1865-1924)
- Jeanne Lampl-de Groot, in analisi nel 1922
- Bruno Veneziani (1890-1952): cugino e cognato dello scrittore Italo Svevo, Freud lo ebbe in terapia, con una diagnosi di psicosi, passando poi il caso a Edoardo Weiss e altri; in realtà, tossicodipendente e omosessuale, Bruno tornò più abulico dopo la lunga analisi a Vienna, stimolando le riflessioni del romanziere triestino sulla psicoanalisi, specialmente nel romanzo La coscienza di Zeno.[100]

### Personaggi storici analizzati da Freud
- Leonardo da Vinci (1452-1519) in Un ricordo d'infanzia di Leonardo da Vinci (Eine Kindheitserinnerung des Leonardo da Vinci, Deutsche Verlag, 1910)
- Gustav Mahler (1860-1911), conversazione analitica avvenuta il pomeriggio del 26 agosto 1910 a Leiden, nei Paesi Bassi
- Daniel Paul Schreber (1842-1911) in Osservazioni psicoanalitiche su un caso di paranoia (dementia paranoides) descritto autobiograficamente (Psychoanalytische Bemerkungen zu einem autobiographisch beschriebenen Fall von Paranoia (Dementia Paranoides), 1911)
- Mosè
  - Il Mosè di Michelangelo (Der Moses von Michelangelo (1913), Imago, 1914)
  - L'uomo Mosè e la religione monoteistica (Der Mann Moses und die monotheistische Religion. Drei Abhandlungen, 1934-1939)
- Christoph Haitzmann (o Haizmann, nato nel 1651 o 1652 a Traunstein - morto il 14 marzo 1700 nel convento di Neustadt an der Mettau/Nové Město nad Metují in Boemia), in Una nevrosi demoniaca del XVII secolo (Eine Teufelsneurose im Siebzehnten Jahrhundert, Imago, 1923)

## Discepoli e influenza

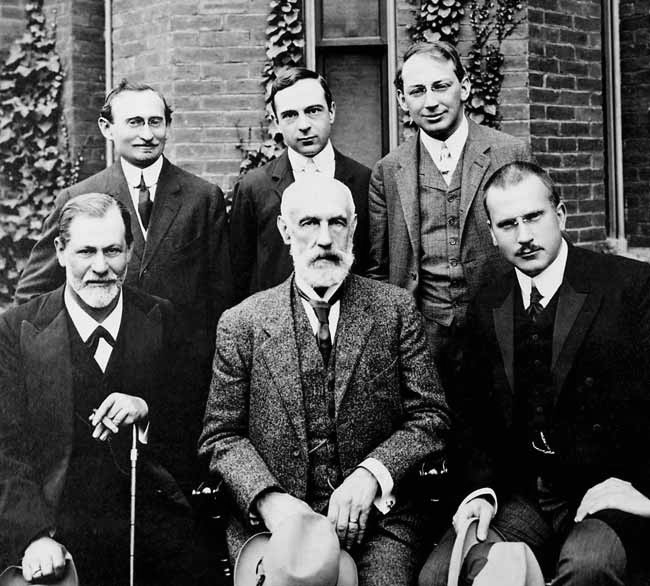
Da sinistra a destra: Sigmund Freud, Stanley Hall, C.G.Jung. Fila dietro, da sinistra a destra: Abraham A. Brill, Ernest Jones, Sándor Ferenczi (1909)

Freud ha avuto molti colleghi divenuti famosi, denominati "Neo-Freudiani", che hanno diviso con lui l'interesse sulla teoria psicoanalitica. Molti sono entrati in collisione con lui per aver messo in dubbio argomenti relativi ai suoi dogmi psicoanalitici. Altri psicologi sono stati influenzati dal pensiero di Freud, pur non essendogli legati professionalmente. Fra tutti questi, si ricordano:
- Alfred Adler
- Otto Rank
- August Aichhorn
- Didier Anzieu
- Karl Abraham
- Roberto Assagioli
- Michael Balint
- Wilfred Bion
- Marie Bonaparte
- John Bowlby
- Helene Deutsch
- Erik Erikson
- William R. D. Fairbairn
- Silvio Fanti
- Pierre Fédida
- Sándor Ferenczi
- Otto Fenichel
- Franco Fornari
- Anna Freud
- André Green
- Karen Horney
- Edith Jacobson
- Ernest Jones
- Carl Gustav Jung
- Melanie Klein
- Heinz Kohut
- Jacques Lacan
- Jean Laplanche
- Ignacio Matte Blanco
- Donald Meltzer
- Jacob Levi Moreno
- Cesare Musatti
- Heinrich Racker
- Wilhelm Reich
- Theodor Reik
- Herbert Rosenfeld
- Lou Andreas Salomè
- Max Schur
- Hanna Segal
- René Spitz
- Sabina Spielrein
- Ricardo Steiner
- Viktor Tausk
- Frances Tustin
- Edoardo Weiss
- Donald Woods Winnicott

Freud ebbe influenza anche su Milton Erickson, che gli riconosceva il merito della scoperta dell'inconscio e del ruolo potenziale dell'ipnosi nella terapia, ma non ne condivideva molte idee teoriche.

## Opere principali
- L'interpretazione dei sogni (1899)
- Il caso di Dora (1901)
- Psicopatologia della vita quotidiana (1901)
- Il motto di spirito (1905)
- Tre saggi sulla teoria sessuale (1905)
- Il poeta e la fantasia (1907)
- Il piccolo Hans (1908)
- L'uomo dei topi (1909)
- Un ricordo d'infanzia di Leonardo da Vinci (1910)
- Il presidente Schreber (1910)
- Totem e tabù (1912-13)
- Il Mosè di Michelangelo (1914)
- Introduzione al narcisismo (1914)
- L'uomo dei lupi (1914)
- Metapsicologia (1915)
- Introduzione alla psicoanalisi (1915-17 e 1932)
- Il perturbante (1919)
- Al di là del principio di piacere (1920)
- L'Io e l'Es (1922)
- La negazione (1925)
- Inibizione, sintomo e angoscia (1925)
- L'avvenire di un'illusione (1927)
- Dostoevskij e il parricidio (1927)
- Il disagio della civiltà (1929)
- Tipi libidici (1931)

### Traduzioni italiane
- (con Joseph Breuer), Sulla teoria dell'attacco isterico (1892), in S. Freud, Opere, 12 voll, Boringhieri, Torino, 1976-1980, vol. I
- Progetto per una psicologia scientifica (1895), in Opere, cit., vol II
- L'interpretazione dei sogni (1899), in Opere, cit., vol. III
- Psicopatologia della vita quotidiana (1901), in Opere, cit., vol. IV
- Il motto di spirito e il suo rapporto con l'inconscio (1905), in Opere, cit., vol. V
- Il caso di Dora (1905), in Opere, cit., vol. IV
- Tre saggi sulla teoria sessuale (1905), in Opere, cit., vol. IV
- Delirio e sogni nella "Gradiva" di Jensen (1907), in Opere, cit., vol. V
- Psicoanalisi "selvaggia" (1910), in Opere, cit., vol. VI
- Un ricordo d'infanzia di Leonardo da Vinci (1910), in Opere, cit., vol. VI
- Totem e tabù (1913), in Opere, cit., vol. VII
- Introduzione al narcisismo (1914), in Opere, cit, vol. VIII
- Per la storia del movimento psicoanalitico (1914), in Opere, cit., vol. VII
- Metapsicologia (1915), in Opere, cit., vol. VIII
- Introduzione alla psicoanalisi (1915-1917), in Opere, cit., vol. VIII
- Lutto e melanconia (1917), in Opere, cit., vol. VIII
- Dalla storia di una nevrosi infantile (1918), in Opere, cit., vol VII
- Il perturbante (1919), in Opere, cit., vol. IX
- Al di là del principio del piacere (1920), in Opere, cit., vol. IX
- Psicologia delle masse e analisi dell'Io (1921), in Opere, cit., vol. IX
- L'Io e l'Es (1923), in Opere, cit., vol. IX
- Inibizione, sintomo e angoscia (1925), in Opere, cit., vol. X
- L'avvenire di un'illusione (1927), in Opere, cit., vol. X
- Il disagio della civiltà (1929), in Opere, cit., vol. X
- L'uomo Mosè e la religione monoteistica: tre saggi (1934-1938), in Opere, cit., vol. XI
- Analisi terminabile e interminabile (1937), in Opere, cit., vol. XI
- Compendio di Psicoanalisi (o Sommario di psicoanalisi, Londra, Firenze, Milano, Giunti, 1938-1940; 1953-2010 (edizione citata). in Opere, cit., vol. XI

## Riconoscimenti
- A Sigmund Freud è stato intitolato il cratere Freud sulla Luna.

### Biografie su Freud
- Ernest Jones, Vita e opere di Sigmund Freud (The Life and Work of Sigmund Freud, 1953-1957), 3 voll., trad. di Arnaldo Novelletto, Milano, Il Saggiatore, 1962-1964; Milano, Garzanti, 1977; edizione condensata a cura di Lionel Trilling e Steven Marcus, Milano, Il Saggiatore, 1995, ISBN 88-428-0883-0.
- Paul Roazen, Freud e i suoi seguaci (Freud and his Followers, 1975), traduzione di Anna Maria Fenoglio, Roberto Speziale-Bagliacca e Anna Martini, Prefazione di Michele Ranchetti, Collana Piccola Biblioteca, Torino, Einaudi, 2011, ISBN 978-88-062-0742-7.
- Sigmund Freud. Biografia per immagini, A cura di Ernst Freud, Lucie Freud e Ilse Grubich-Simitis. Con un profilo biografico di K. R. Eissler. Progetto grafico di Willy Fleckhaus, 357 illustrazioni e fotografie, Torino, [Bollati] Boringhieri, 1978 - IV ed. 1998, ISBN 978-88-339-1094-9.
- Ronald W. Clark, Freud. Vita e opere del padre della psicoanalisi (Freud: The Man and the Cause, 1980), trad. di Ettore Mazzali, Collana Biografie, Milano, Rizzoli, 1983.
- Peter Gay, Freud. Una vita per i nostri tempi (Freud: A Life for Our Time, 1987; ed. riveduta, 2006), trad. di Margherita Cerletti Novelletto, Milano, Bompiani, 1988, ISBN 88-452-4670-1.
- Élisabeth Roudinesco, Sigmund Freud nel suo tempo e nel nostro (Sigmund Freud en son temps et dans le nôtre, 2014), trad. di Valeria Zini, Torino, Giulio Einaudi editore, 2015, ISBN 978-88-06-22650-3
- Peter-André Alt, Sigmund Freud. Il medico dell'inconscio. Una biografia (Sigmund Freud. Der Arzt der Moderne. Eine Biographie, 2016), traduzione di Aglae Pizzone e Lorenzo Marinucci, Prefazione di Silvia Vegetti Finzi, Collana Saggi n.19, Milano, Hoepli, 2022, ISBN 978-88-203-9176-8.

#### Fiction sulla Vita di Freud
- Jean-Paul Sartre, Freud. Una sceneggiatura (Le scénario Freud, 1984), traduzione di Angelo Morino, Prefazione e cura di Jean-Bertrand Pontalis, Collana Supercoralli, Torino, Einaudi, 1985, ISBN 978-88-065-8057-5.
- Irving Stone, Le passioni della mente. Il romanzo sulla vita di Sigmund Freud (The Passions of the Mind, 1971), traduzione di Sergio Varini, Milano, Dall'Oglio, 1971. - Milano, TEA, 2004; Milano, Corbaccio, 2009.

### Saggi sul pensiero di Freud
- Celso Balducci, Irene Castiglia e Antonella Ravazzolo, Il sogno e la sua interpretazione, Newton Compton, Roma, 2013. ISBN 978-88-541-5141-3
- Robert Byck, Freud sulla cocaina, Newton Compton, Roma, 1974. ISBN 978-88-541-1940-6
- Michail Bachtin, Freud e il freudismo (1927), Mimesis, Milano, 2005. ISBN 88-8483-391-4
- Erich Fromm, La missione di Sigmund Freud (1959), Newton Compton, Roma, 1972.
- Paul Ricœur, Della interpretazione: saggio su Freud (1965), Il Saggiatore, Milano, 1967.
- Erich Fromm, Marx e Freud (1959), Il Saggiatore, Milano, 1968. ISBN 88-428-0125-9
- Alberto Plé, Freud e la religione, Città Nuova, Roma, 1971.
- Paul Laurent Assoun, Freud, la filosofia e i filosofi (1976), Melusina, Roma, 1990. ISBN 88-7697-009-6
- Roberto Speziale-Bagliacca, Freud messo a fuoco. Passando dai padri alle madri, Bollati Boringhieri, Torino, 2002.
- Roberto Speziale-Bagliacca, Sigmund Freud: le dimensioni nascoste della mente, Quaderni di Le Scienze, Milano, 1999. ISBN 977-11-2654500-3
- Francesco Marchioro (a cura di), Sigmund Freud. Aforismi metafore passi, Bollati Boringhieri, Torino, 2020.
- Francesco Marchioro, Psicoanalisi e archeologia. Freud e il segreto di Atena, Sovera edizioni, Roma, 2017.
- Alberto Plé, Freud e la morale, Città Nuova, Roma, 1977.
- Franco Rella (a cura di), La critica freudiana, Feltrinelli, Milano, 1977.
- Jean-Marie Dollé, Da Freud a Piaget: elementi per un approccio integrato all'affettività e all'intelligenza (1977), Borla, Roma, 1979.
- James Hillman, Il mito dell'analisi (1977), Adelphi, Milano, 1991.
- Erich Fromm, Grandezza e limiti del pensiero di Freud (1979), Mondadori, Milano, 1979. ISBN 88-04-27350-X
- Marianne Krüll, Padre e figlio. Vita familiare di Freud (1979), Boringhieri, Torino, 1982.
- Mauro Alfonso, Freud e la madre, Libreria Editrice Psiche, Torino, 1982. ISBN 88-85142-03-6
- Carla Longobardo, L'imbroglio del dr. Freud, Prospettiva edizioni, Roma, 2011.
- Jacques Derrida, Speculare su Freud (1980), Raffaello Cortina, Milano, 2000. ISBN 88-7078-626-9
- Roger Dadoun, Sigmund Freud (1982), Spirali, Milano, 1997. ISBN 88-7770-458-6
- Billa Zanuso, La nascita della psicoanalisi. Freud nella cultura della Vienna di fine secolo, Bompiani, Milano, 1982.
- Hans G. Furth, La conoscenza come desiderio. Un saggio su Freud e Piaget (1987), Armando, Roma, 1993. ISBN 88-7144-358-6
- Malcom Bowie, Freud, Proust e Lacan: la teoria come finzione (1987), Dedalo, Bari, 1992. ISBN 88-220-6129-2
- André Haynal, Freud, Ferenczi, Balint e la questione della tecnica. Controversie in psicoanalisi (1988), Centro Scientifico Torinese, Torino, 1990. ISBN 88-7640-107-5
- Daniele Luttazzi, Marzullo intervista Freud (1990), in: Adenoidi, Rizzoli, Milano, 2004, pp. 147–8. ISBN 88-06-17133-X ISBN 978-88-17-00153-3
- Erich Fromm, Scritti su Freud, a cura di Rainer Funk, Mondadori, Milano, 1991. ISBN 88-04-35426-7
- Anna Maria Accerboni (a cura di), Freud e il Trentino, otium e scrittura (atti del Convegno di Lavarone), U.C.T., Trento, 1991.
- (EN)  E. Fuller Torrey, Freudian Fraud: The Malignant Effect of Freud's Theory on American Thought and Culture, HarperCollins, New York, 1992. ISBN 1-929636-00-8
- Jacques Derrida, Essere giusti con Freud: la storia della follia nell'età della psicoanalisi (1992), introduzione di Pier Aldo Rovatti, Raffaello Cortina, Milano, 1994. ISBN 88-7078-274-3
- Jean-Marie Dollé, Oltre Freud e Piaget: confini per nuove prospettive in psicologia (1994), Moretti & Vitali, Bergamo, 1994.
- Silvia Vegetti Finzi, Freud e la nascita della psicoanalisi, Mondadori, Milano, 1995. ISBN 88-04-47234-0
- (ES)  Emilio Rodrigué, Sigmund Freud. El siglo del psicoanálisis, Sudamericana, Buenos Aires, 1996 ISBN 950-07-1155-9
- Marcella D'Abbiero, Eros e democrazia. Un percorso attraverso Tocqueville, Schopenhauer e Freud, Guerini, Milano, 1998. ISBN 88-7802-934-3
- Giancarlo Ricci, Sigmund Freud. La vita, le opere e il destino della psicoanalisi, Bruno Mondadori, Milano, 1998. ISBN 88-424-9431-3
- (EN)  Edward Dolnick, Madness on the Couch: Blaming the Victim in the Heyday of Psychoanalysis (1998), Simon & Schuster, New York, 2007. ISBN 0-684-82497-3
  -  Presentazione in inglese, su edwarddolnick.net.
- (EN)  Frederick C. Crews, Unauthorized Freud: Doubters Confront a Legend, Viking Press, New York, 1998. ISBN 0-7655-3539-4
- Vincenzo Cappelletti, Introduzione a Freud, Laterza, Roma-Bari, 2000. ISBN 88-420-5128-4
- Remo Bodei, Il dottor Freud e i nervi dell'anima: filosofia e società a un secolo dalla nascita della psicoanalisi (conversazioni con Cecilia Albarella), Donzelli, Roma, 2001. ISBN 88-7989-604-0
- Giovanni Jervis, Giorgio Bartolomei, Freud, Carocci, Roma, 2001. ISBN 88-430-1839-6
- Aldo Carotenuto, Freud il perturbante, Bompiani, Milano, 2002. ISBN 88-452-5331-7
- Giorgio Manfrè, Eros e società-mondo. Luhmann/Marx/Freud, I Quattroventi, Urbino, 2004. ISBN 88-392-0659-0
- (FR)  Alain de Mijolla (a cura di), Dictionnaire internationnal de la psychanalyse (2001), 2 volumi, Hachette, Paris, (n.ed. 2005). ISBN 2-7021-2530-1 ISBN 2-01-279145-X
- (FR)  Catherine Clément, Pour Sigmund Freud, Mengès, Paris, 2005.
- Catherine Meyer, Mikkel Borch-Jacobsen e altri, Il libro nero della psicoanalisi (2005), Fazi, Roma, 2006 ISBN 88-8112-795-4
  -  Estratti in francese, su nouvelobs.com. URL consultato il 1º luglio 2006 (archiviato dall'url originale il 21 agosto 2006).
  -  Dossier sul sito dell'editore francese, su arenes.fr (archiviato dall'url originale il 3 luglio 2006).
- (FR)  Élisabeth Roudinesco, Porquoi tant de haine? Anatomie du livre noir de la psychanalyse, Navarin, Paris, 2005.
- Jacques-Alain Miller (a cura di), L'anti-libro nero della psicoanalisi (2006), Quodlibet, Macerata, 2007.
- (EN)  Alfred I. Tauber, Freud, the Reluctant Philosopher, Princeton University Press, Princeton (NJ), 2010.
- Antonino Trizzino, Freudiana. Sentieri interrotti nella storia della psicoanalisi, Moretti & Vitali, Bergamo, 2010. ISBN 978-88-7186-474-7
- Aurelio Molaro, Alfredo Civita, Binswanger e Freud: tra psicoanalisi, psichiatria e fenomenologia, Cortina, Milano, 2012.
- Luciano Dottarelli, Freud, un filosofo dietro al divano, Annulli Editori, Grotte di Castro (VT), 2015.
- Aurelio Molaro, Psicoanalisi e fenomenologia. Dialettica dell'umano ed epistemologia, Cortina, Milano, 2016.

### Opere sul "contrasto" Freud-Jung
- Carl Gustav Jung, Freud e la psicoanalisi, Boringhieri, Torino, 1973. ISBN 88-339-0060-6 (esistono anche le edizioni per i tipi di Mondadori e Newton Compton)
- Carl Gustav Jung, Il contrasto tra Freud e Jung, Boringhieri, Torino, 1975.
- Carl Gustav Jung, Su Freud: 1917-43, Boringhieri, Torino, 1979.
  - Sigmund Freud come fenomeno storico-culturale, 1932.
  - Sigmund Freud: necrologio, 1939.
- William McGuire (a cura di), Lettere tra Freud e Jung: 1906-1913, Bollati Boringhieri, Torino, 1990. ISBN 88-339-0576-4
- Aldo Carotenuto, Diario di una segreta simmetria. Sabina Spielrein tra Jung e Freud, Astrolabio, Roma, 1980.
- Mauro Alfonso, "Freud e Jung", in Freud e la madre, Libreria Editrice Psiche, Torino, 1982, pp. 57–85. ISBN 88-85142-03-6
- Linda Donn, Freud e Jung: anni di amicizia, anni di distacco (1988), Ed. Leonardo, Milano, 1989. ISBN 88-355-0035-4
- John Kerr, Un metodo molto pericoloso: la storia di Jung, Freud e Sabina (1993), Frassinelli, Milano, 1996. ISBN 88-7684-304-3
- S. Freud, L. Binswanger, Lettere 1908-1938, a cura di Aurelio Molaro, Cortina, Milano, 2016.